# Umberto I di Savoia
Umberto I di Savoia (Umberto Rainerio Carlo Vittorio Emanuele Giovanni Maria Ferdinando Eugenio di Savoia; Torino, 14 marzo 1844 – Monza, 29 luglio 1900) è stato il secondo Re d'Italia, in carica dal 1878 al 1900. Figlio di Vittorio Emanuele II, primo re d'Italia, e di Maria Adelaide d'Austria, regina del Regno di Sardegna, morta nel 1855, il suo lungo regno fu contrassegnato da diversi eventi, che produssero opinioni e sentimenti contrastanti.
Il monarca viene ricordato positivamente da alcuni per il suo atteggiamento dimostrato nel fronteggiare sciagure come l'epidemia di colera a Napoli del 1884, prodigandosi personalmente nei soccorsi (perciò fu soprannominato "Re Buono"), e per la promulgazione del cosiddetto codice Zanardelli, che apportò alcune innovazioni nel codice penale, come l'abolizione della pena di morte. Fu invece duramente avversato da altri per il suo rigido conservatorismo e le sue tendenze autoritarie (inaspritesi negli ultimi anni del regno), il suo indiretto coinvolgimento nello scandalo della Banca Romana, l'avallo alle repressioni dei moti popolari del 1898 e l'onorificenza concessa al generale Fiorenzo Bava Beccaris per la sanguinosa azione di soffocamento dei moti di Milano nel maggio del medesimo anno. Tali azioni e condotte politiche gli costarono più di tre attentati nell'arco del suo regno, fino a quello che a Monza, il 29 luglio 1900, per mano dell'anarchico Gaetano Bresci, gli sarà fatale. Proprio dagli anarchici, Umberto I ricevette il soprannome di "Re Mitraglia". Fu anche il destinatario di uno dei biglietti della follia di Friedrich Nietzsche. Da Umberto I prende il nome l'omonimo stile artistico e architettonico.

## Biografia

### Giovinezza

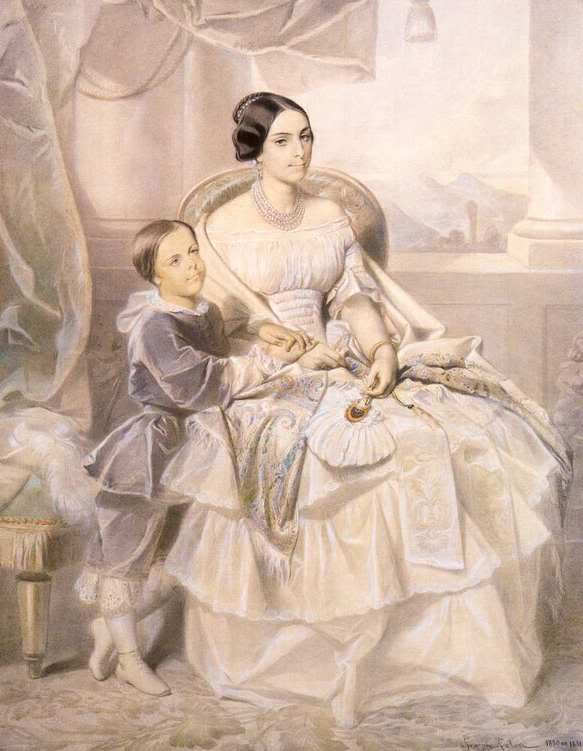
Umberto, da bambino, con la madre Maria Adelaide d'Austria, morta nel 1855

Umberto nacque il 14 marzo 1844 a Torino, primogenito maschio di Vittorio Emanuele II, allora erede al trono del Regno di Sardegna, che nel giorno della nascita del figlio compiva 24 anni, e della moglie, Maria Adelaide d'Austria. Il principe apparteneva alla dinastia dei Savoia, ma discendeva anche dalle case d'Asburgo-Lorena, Borbone-Francia e Spagna; venne battezzato con i nomi di Umberto Rainerio Carlo Emanuele Giovanni Maria Ferdinando Eugenio, il primo dei quali si deve probabilmente a Umberto I Biancamano, fondatore di Casa Savoia, mentre l'ultimo forse in ricordo del più illustre esponente del ramo cadetto Savoia-Carignano, da cui Umberto discendeva, ovvero Eugenio di Savoia, generale del Sacro Romano Impero. La sua nascita fu motivo di giubilo, poiché assicurò la successione al trono sabaudo, nonché del futuro regno d'Italia. Come principe di Piemonte, in giovane età ricevette un’educazione prettamente militare, grazie agli insegnamenti del generale Giuseppe Rossi. Entrambi i genitori furono scarsamente presenti nella sua infanzia: il padre era poco attento ai figli mentre la madre aveva una condizione fisica declinante tra una gravidanza e l’altra. Fu proprio la severa disciplina che forgiò il carattere rigoroso e a tratti autoritario del futuro sovrano d’Italia, al polo opposto rispetto a quello del padre. I primi anni di Umberto furono caratterizzati da grandi sconvolgimenti sociopolitici, come i vari moti del 1848 (rivolta a Parigi, lo Statuto Alberto, la guerra contro l'Austria), che portarono poi all'abdicazione del nonno Carlo Alberto di Savoia, avvenuta il 24 marzo 1849. Asceso al trono il padre Vittorio Emanuele II, Umberto divenne il primo in linea di successione al trono. Nel 1855 morirono la nonna Maria Teresa di Toscana, la madre Maria Adelaide, poco dopo il suo ottavo parto, e lo zio Ferdinando, duca di Genova. Durante l’adolescenza, la morte prematura della madre fu un violento shock per lui. 

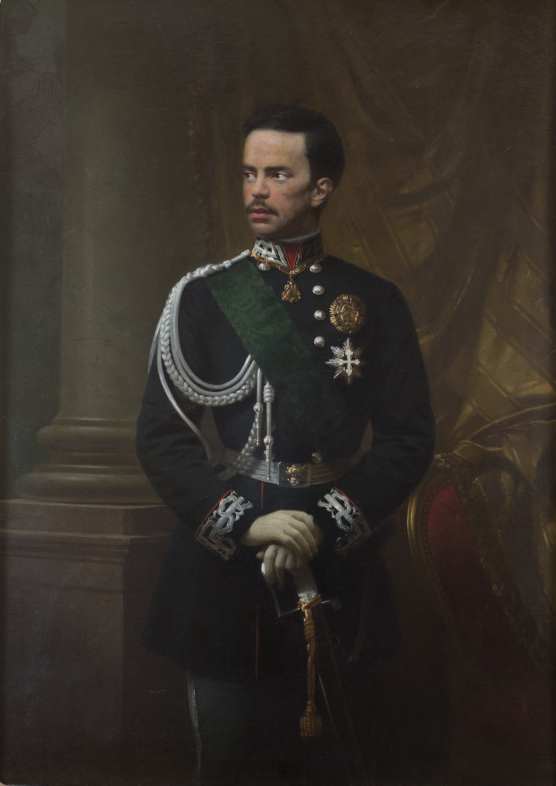
Il principe Umberto di Savoia nel 1860

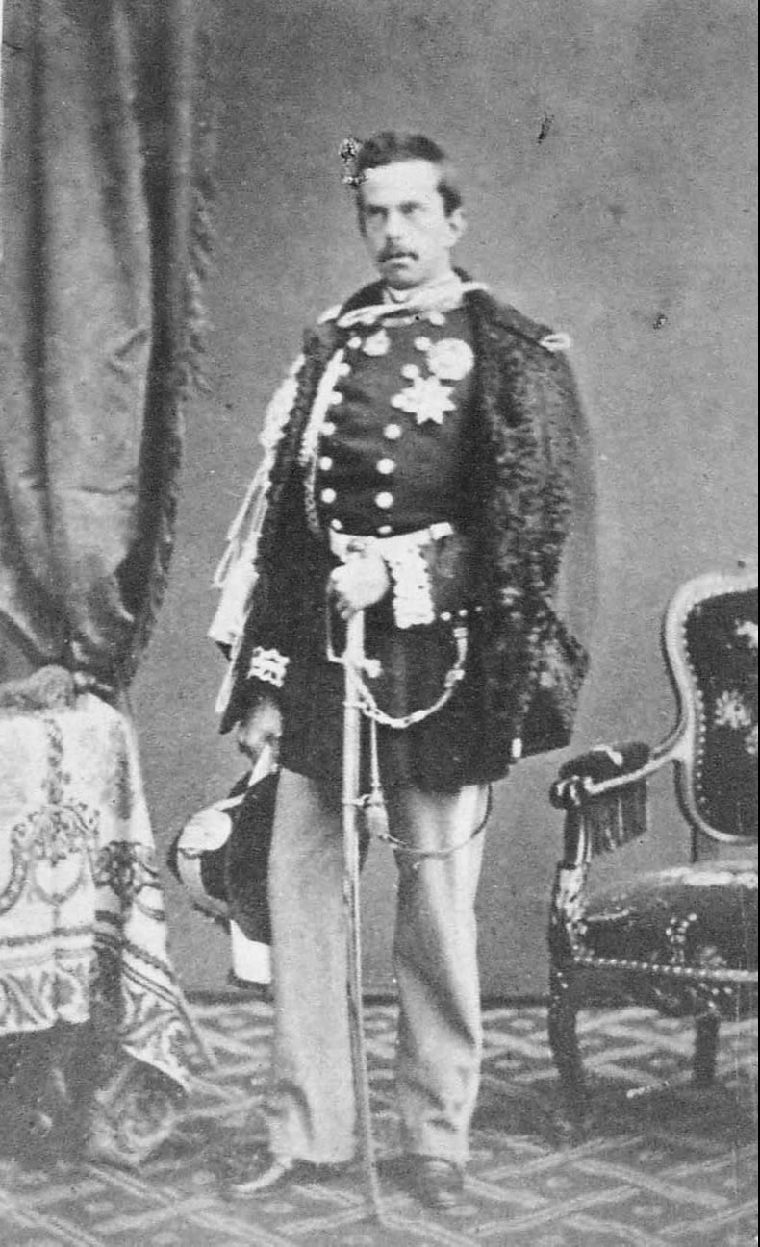
Fotografia del principe Umberto

L’ambiente di corte era caratterizzato dal rigore imposto da re Carlo Alberto, dalle pratiche devozionali della regina Maria Teresa, ma anche dai comportamenti libertini del principe Vittorio Emanuele. La vita degli eredi era organizzata secondo regole ferree: preti e generali, fedelissimi della Corona più che abili educatori, si alternavano con programmi imperniati sui valori della tradizione nobiliare piemontese. Umberto non aveva particolare propensione allo studio, né costanza di applicazione che superasse i suoi limiti. Ebbe cultura modesta ed era refrattario a contatti intellettuali ed eventi mondani che richiedessero impegno e concentrazione. Non leggeva e, di pessima calligrafia, preferiva non scrivere. Un po’ più alto del padre, condivideva con lui la stazza e appariva più maturo dell’effettiva età, inoltre di lui colpivano gli occhi sporgenti e quasi spiritati e un labbro inferiore pronunciato e leggermente cascante. Con l’avanzare dell’età, poi, i grandi baffi e il taglio di capelli ‘all’umberta’ (cortissimo, a spazzola) divennero suoi altri tratti distintivi. Nei modi aveva sempre un fare grossolano, un po’ goffo. Parlava molto poco, sia per via del carattere ‘ombroso’, sia a causa di una costante infiammazione della laringe: la voce roca e bassa lo faceva apparire sempre adirato. Alcuni lo ritennero "leale, aperto, gentile" e cordiale. Aveva passione per le donne, ma fu più riservato del padre almeno finché conobbe la duchessa Bolognini Litta, amante storica del futuro monarca d'Italia, nata a Milano nel 1837 e considerata la donna più bella della città, che si era unita in un matrimonio infelice con il duca Giulio Litta Visconti di Arese. Umberto la incontrò nel 1862 e tra i due nacque una relazione che non conobbe mai vere interruzioni. Nel 1858 il principe Umberto entrò nelle file dell’esercito sabaudo in qualità di Capitano di Divisione; la carriera militare dell'erede al trono fu rapida e, come consuetudine, agevolata, ma egli ebbe sincera propensione per le faccende d’arme e, troppo giovane per prender parte alla seconda guerra di indipendenza, nel 1866 ubbidì volentieri all’ordine del padre, che voleva i figli al fronte per dimostrare la tradizionale fierezza sabauda. Lo scontro di Villafranca del 24 giugno, marginale nella battaglia di Custoza malamente gestita dai generali italiani, fu l’occasione per Umberto di dare prova del proprio valore: mentre avanzava verso Villafranca, la divisione del principe fu assalita dagli ussari e dagli ulani asburgici, che la caricarono furiosamente. I piemontesi, ben addestrati, si disposero in quadrato per proteggere il principe ereditario, il quale sarebbe stato un ostaggio prezioso, e riuscirono a resistere fino all’arrivo degli squadroni dell’”Alessandria”, che misero in fuga gli austriaci. Il comando di un vittorioso ‘quadrato’ difensivo gli valse la medaglia d’oro e originò una duratura fama di intrepido combattente, peraltro non ulteriormente motivata. Scrisse lo storico Giuseppe Guerzoni:
Il 17 marzo 1861 venne proclamato il Regno d'Italia e così il padre Vittorio Emanuele II assunse il titolo di re d'Italia; Umberto divenne il primo principe ereditario del neo regno italiano.

### Matrimonio

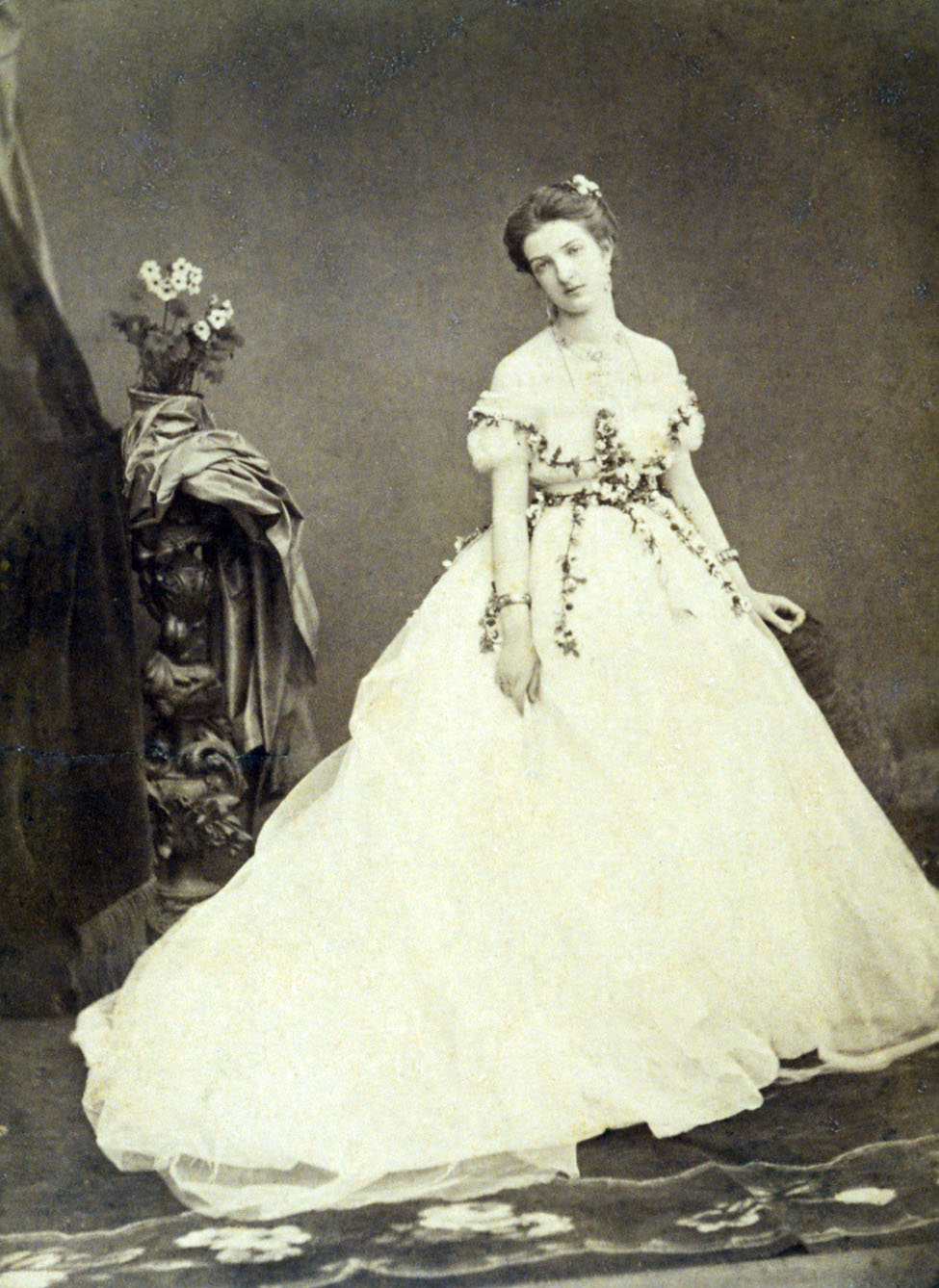
Margherita di Savoia nel 1868

Dopo l’iniziazione guerriera, Umberto dovette fronteggiare un altro passaggio obbligato verso la piena maturità di futuro monarca, sposarsi: Vittorio Emanuele II decise di accelerare la ricerca di una moglie per l’erede, nonostante le reticenze del figlio. In quegli anni Umberto intrattenne una relazione sentimentale con la duchessa Eugenia Attendolo Bolognini Litta, il cui legame fu rafforzato poi dalla nascita del figlio Alfonso (morto giovane) e che durerà per tutta la vita. La prima scelta matrimoniale del re cadde su Matilde d’Asburgo-Teschen, figlia di Alberto, duca di Teschen e della moglie, Ildegarda di Baviera, che avrebbe rinnovato la tradizionale politica di alleanze matrimoniali con la casa imperiale austriaca; Matilde morì tragicamente all'età di diciotto anni nel castello di Hetzendorf, il 6 giugno 1867, quando, dopo aver indossato un abito di tulle per andare a teatro, prima di avviarsi per assistere allo spettacolo, volle fumare una sigaretta, ma poco dopo il padre (o, secondo altri, l'istitutrice), che le aveva proibito di fumare, si avvicinò a lei, che nascose la sigaretta dietro al vestito. Immediatamente l'abito prese fuoco, avvolgendola completamente e provocandole ustioni di secondo e terzo grado. Secondo una versione leggermente diversa, la giovane avrebbe acceso una candela per sigillare una lettera, gettando poi inavvertitamente il fiammifero tra le pieghe del vestito. Dopo la tragica morte della principessa Matilde, la scelta cadde su Margherita di Savoia-Genova, figlia di Ferdinando, duca di Genova, fratello di re Vittorio Emanuele II, e di Elisabetta di Sassonia; la principessa italiana che, al di là di un fascino evidente (più che di una vera bellezza), lo stupì per cultura, brillantezza e devozione verso Casa Savoia.

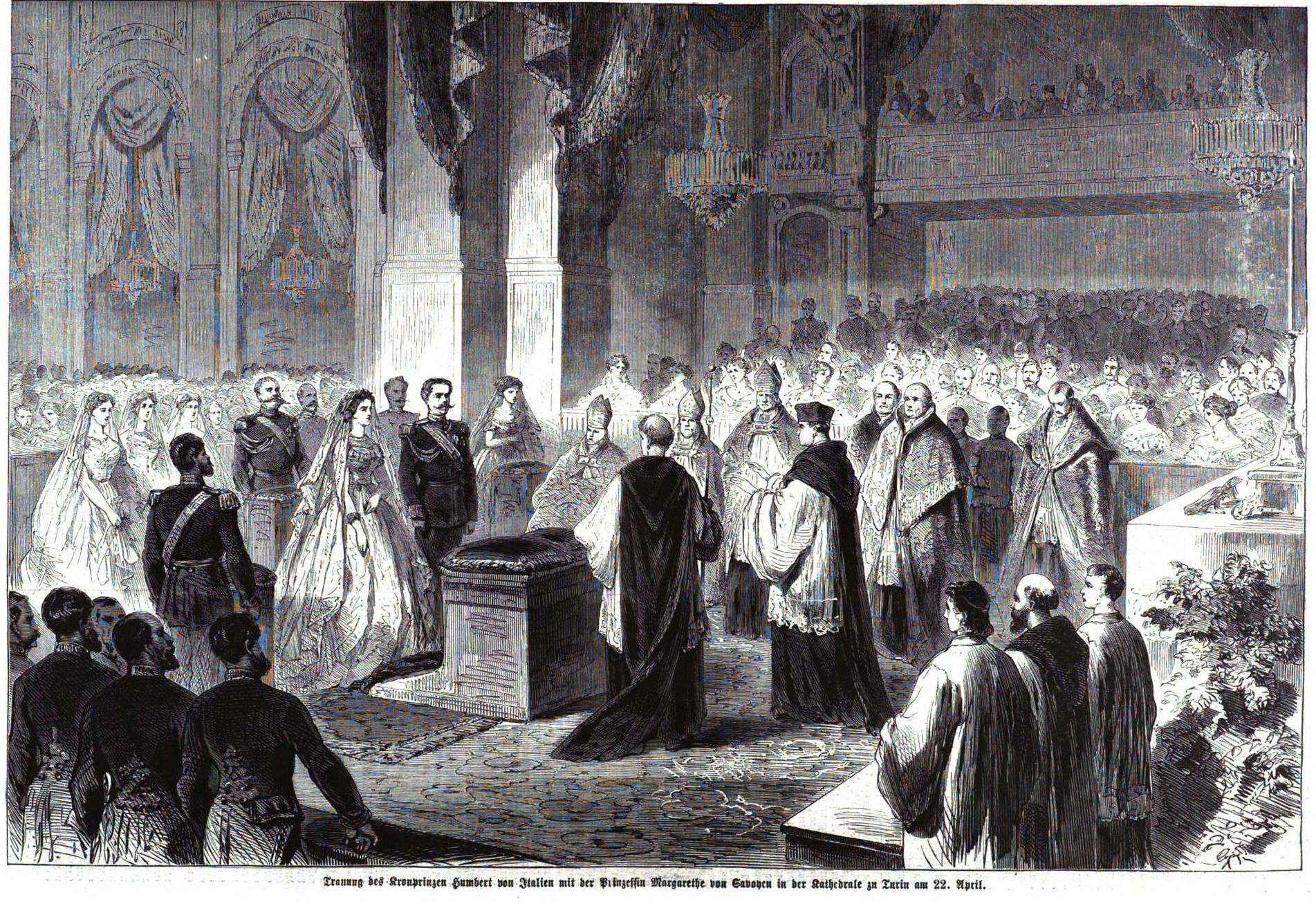
Le nozze di Umberto e Margherita di Savoia, a Torino, nell'aprile del 1868

Con lo scemare degli entusiasmi risorgimentali e le grandi difficoltà del percorso unitario, il prestigio sabaudo chiedeva di essere rinvigorito, così Margherita fu lo strumento per ridare lustro alla Casa regnante: la principessa, che sarebbe stata la prima regina dell’Italia unita, carismatica e perfettamente consapevole del proprio ruolo, divenne oggetto di un vero e proprio culto che, costruito con abilità, l’associò nell’immaginario collettivo all’ideale monarchico. Il matrimonio tra Umberto e Margherita fu celebrato a Torino nell’aprile del 1868. I primi viaggi della coppia furono un successo, con i riflettori quasi sempre puntati sulla futura sovrana. A Umberto, per carattere, la cosa non dispiacque. Gli premeva maggiormente tornare a Monza, dalla duchessa Litta. Margherita, a conoscenza della relazione tra i due, non cessò mai di contrastarla. Decise, infine, che sarebbe stata solo «la Principessa, mai più la moglie!» di Umberto. Al regno serviva un erede e così l’11 novembre 1869 il principe Vittorio Emanuele nacque a Napoli, città che faticava a dimenticare i Borbone. Il parto fu complesso: il piccolo era gracile e i medici affermarono che Margherita non avrebbe più potuto avere figli. Tuttavia il matrimonio tra Umberto e Margherita, pur con l'arrivo del figlio, non si rafforzò, poiché la principessa avrebbe trovato il marito nel suo appartamento a conversare con la sua amante, la Bolognini Litta. Pare che Margherita avesse minacciato di tornare da sua madre, ma poi, convinta dal suocero (che avrebbe detto: "Solo per questo vuoi andartene?") e facendo appello alla sua forza di volontà, decise di rimanere accanto al marito, sebbene avesse dichiarato di non considerarlo più suo marito e ritenerlo soltanto il suo sovrano. Del resto Margherita doveva sapere da tempo della relazione che risaliva a prima del matrimonio.

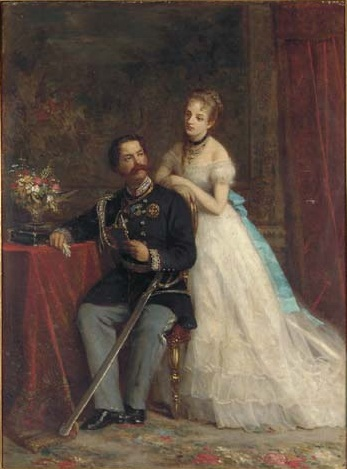
Umberto e la moglie Margherita di Savoia, durante il periodo a Napoli

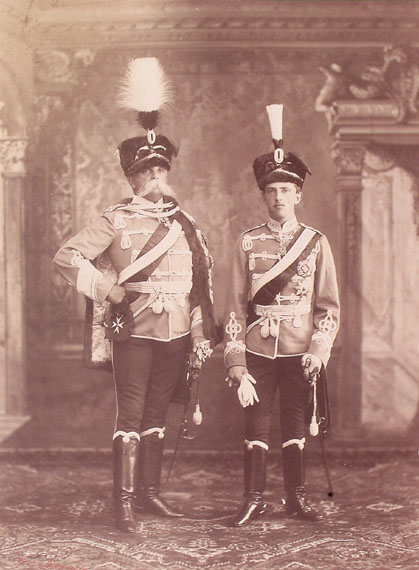
Umberto I e il figlio Vittorio Emanuele

Nel corso del loro matrimonio, Umberto e Margherita si presentavano come una coppia solida, simbolo di una famiglia che non nascondeva le piccole manifestazioni di affetto, come un bacio o una carezza al figlio Vittorio Emanuele. In un Paese che si stava unificando, la regina era un collante potente. Le donne si identificarono in lei come moglie e madre. Margherita visitava le scuole e gli ospedali ed era sempre presente in occasione delle grandi calamità che periodicamente colpirono il Paese. I napoletani rimasero così colpiti dalla regina che seguiva a piedi, insieme alla gente comune, una processione durante l’epidemia di colera, che le dedicarono la famosa “pizza Margherita”. L’immagine positiva che re Umberto e Margherita esprimevano all’esterno non rappresentava però affatto la loro vita reale. Il re che si “è dimostrato prode sul campo di battaglia” e la regina “che si diletta a chiamarsi la mamma di tutti i fanciulli italiani” non vivevano più insieme da tempo. Margherita scoprì il tradimento del marito nel 1870, nel modo più drammatico, quando li sorprese insieme. La Bolognina, che era dama di compagnia della principessa Margherita, dormiva in una camera che si affacciava sullo stesso corridoio. Quando Margherita trovò suo marito a letto con l’amante volle lasciarlo, ma Vittorio Emanuele II la trattenne dicendo: «Ricordati che sei la regina». Infatti, dopo la morte della moglie di Vittorio Emanuele, era Margherita a accompagnare il re nelle cerimonie ufficiali; quindi, per rispetto al suo ruolo, ella accettò di rimanere. Ma i suoi rapporti con Umberto, perfetti sul piano formale in pubblico, si interruppero completamente, difatti la coppia non ebbe altri figli oltre a Vittorio Emanuele, nato nel 1869. La loro immagine pubblica era quindi una finzione al servizio, ancora una volta, della “ragion di Stato”, dove l’immagine della famiglia unita e felice era la metafora dell’Italia che stava crescendo forte dopo essere stata per secoli divisa in tanti staterelli in continua lotta l’uno con l’altro. 

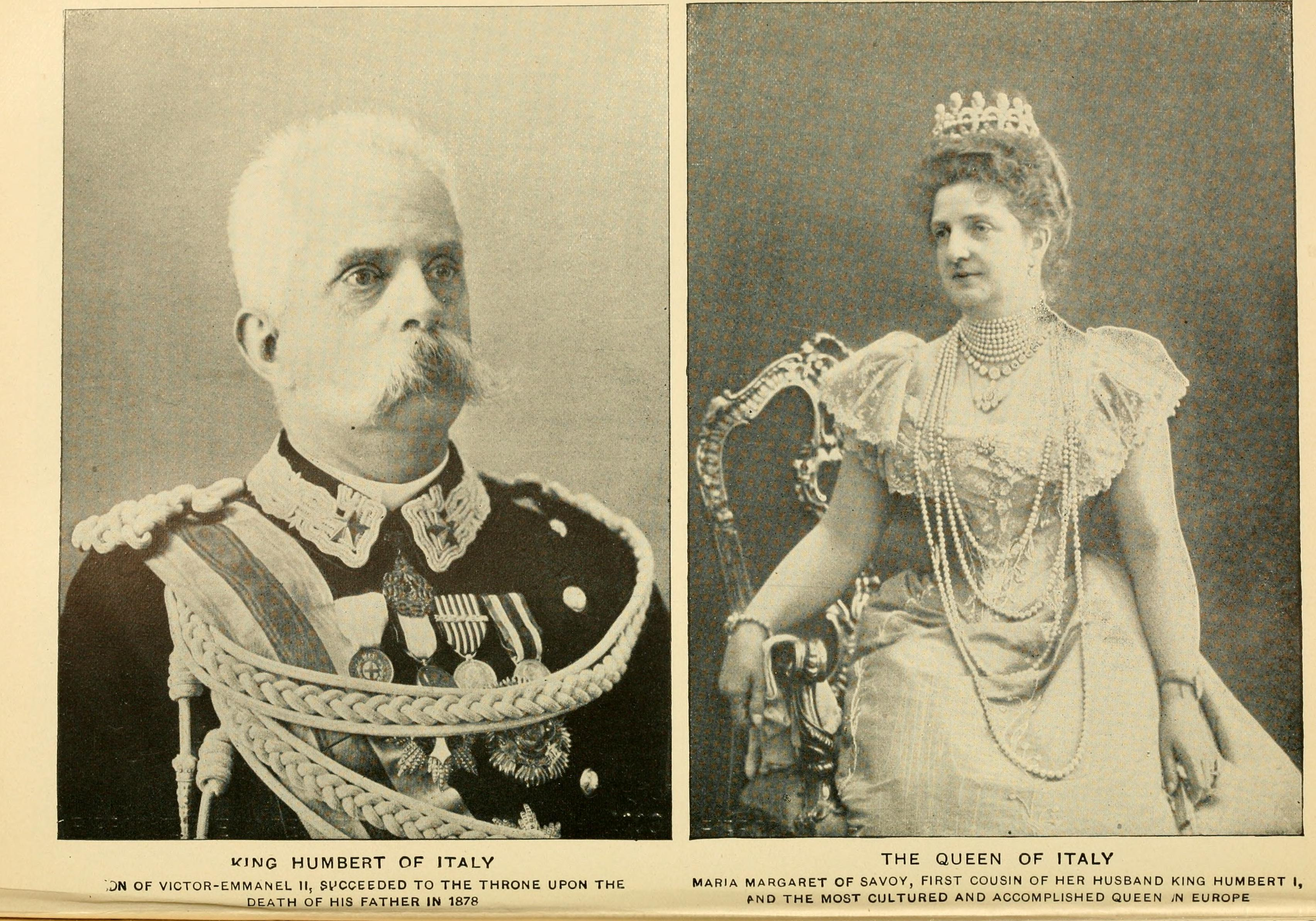
Umberto e Margherita di Savoia

Un anno dopo, nel 1870, ci fu la conquista di Roma e re Vittorio Emanuele non aveva desiderio di stabilirvisi. In rappresentanza della dinastia furono inviati Umberto, Margherita ed il figlio, che aveva assunto il titolo di principe di Napoli. Fu Margherita il fulcro della penetrazione sabauda a Roma, dove si impegnò a creare una corte autorevole ed elegante, aperta alla buona società capitolina. Umberto, nonostante una fede solo di facciata, non mancò a nessuna celebrazione religiosa e tributò gli onori dovuti ai vertici vaticani, cercò infatti anche di prendere parte alla vita mondana magistralmente condotta dalla moglie, anche se, il più delle volte, con un ruolo decisamente marginale. Al più, apparve in celebrazioni pubbliche dove spesso sostituì il padre. Anche quando nell’estate del 1871 Vittorio Emanuele II arrivò a Roma, Margherita finì per rimanere il volto pubblico della dinastia. Gli anni dal 1870 al 1877 furono caratterizzati dagli sforzi di re Vittorio Emanuele II per rinsaldare i legami con le principali monarchie europee. Il tentativo di avvicinamento dell’Italia alla Prussia e all’Austria fu il suo lascito diplomatico quando, ai primi di gennaio del 1878, ebbe un improvviso tracollo di salute e morì.

### Re d'Italia

#### Ascesa al trono

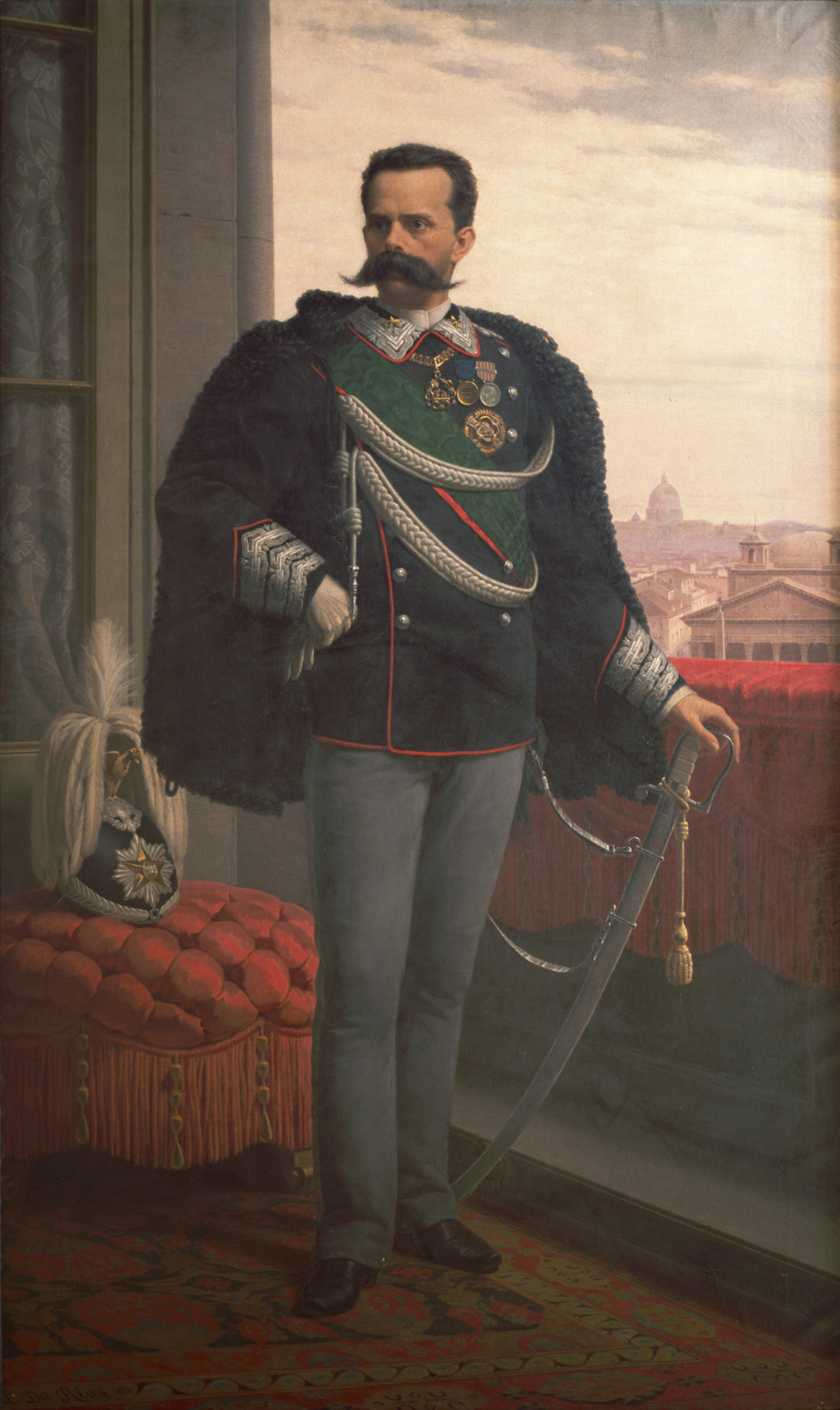
Ritratto del re Umberto I di Savoia

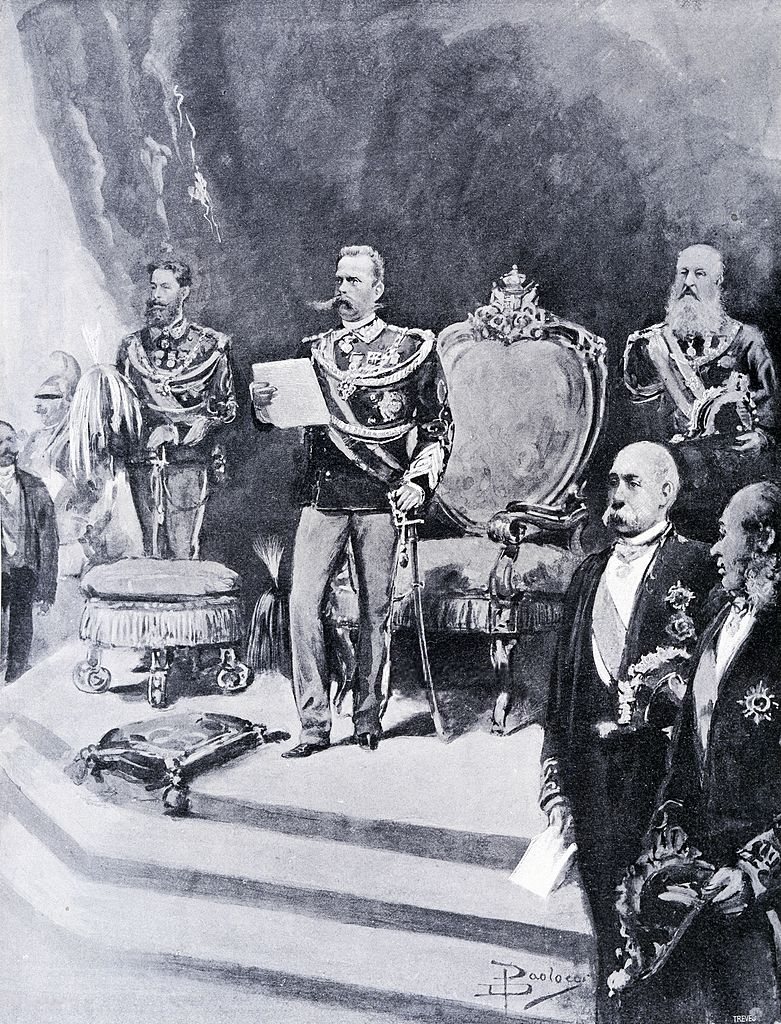
Il giuramento di re Umberto I d'Italia

Il 9 gennaio 1878, Vittorio Emanuele II di Savoia morì e così a succedergli fu il primogenito maschio Umberto, che ascese al trono con il nome di Umberto I di Savoia; il nuovo re scelse di farsi chiamare Umberto I, ‘rompendo’ con la numerazione subalpina, sabauda, che avrebbe imposto il numero IV. Aveva ben compreso il bisogno di affermare la monarchia sabauda come italiana, così per lo stesso motivo tacitò le proprie preferenze e decise di far tumulare il padre a Roma, invece che a Torino, in particolare al Pantheon. Nello stesso giorno del funerale, il 17 gennaio 1878, prestò giuramento davanti alle Camere riunite e indirizzò un messaggio programmatico al Paese. Nei mesi di lutto, Umberto fu silenzioso, ma operoso. Non parlò con la stampa e condusse vita piuttosto ritirata, pur dovendo prendere decisioni rilevanti. Saldò i debiti lasciati dal padre, ridimensionò le spese abituali della corte e si disinteressò dei numerosi palazzi che erano tra le passioni paterne. Non volle più presenziare alle riunioni del Consiglio dei ministri, limitandosi a ricevere due volte a settimana il presidente del Consiglio. Questa scelta, che voleva certamente mostrare rispetto per il regime parlamentare, tradiva anche la ridotta intraprendenza del nuovo re, la cui pigrizia intellettuale, unita a un’indole bonaria e piuttosto remissiva, ereditata dalla madre, ne fece un sovrano dotato di slanci coraggiosi e generosi, ma poco attento all’attualità, incapace di imporsi e poco incline a cogliere i segni dei tempi. Umberto, palese simpatizzante degli Hoenzollern, salì al trono in un momento molto difficile: l’Italia era isolata sul piano internazionale, mentre all’interno, scemato l’entusiasmo risorgimentale, crescevano le correnti antimonarchiche e il disagio popolare. La stessa nobiltà era divisa: l’unica di fede davvero sabauda era quella piemontese. Il sovrano dovette subito affrontare la sua prima crisi di governo, con la caduta del governo Depretis. Umberto lasciò che le forze politiche gestissero in modo quasi del tutto autonomo la crisi anche se, coerentemente con la propria forma mentis (pensiero), avanzò la proposta che la creazione del nuovo esecutivo fosse affidata ai generali Enrico Cialdini e Luigi Federico Menabrea. L’esercito, del resto, era la sua passione e la vita militare gli pareva un modello di efficienza e rassicurante rigore di fronte al dilagare del malcontento popolare e dei sentimenti antimonarchici.

#### Politica interna

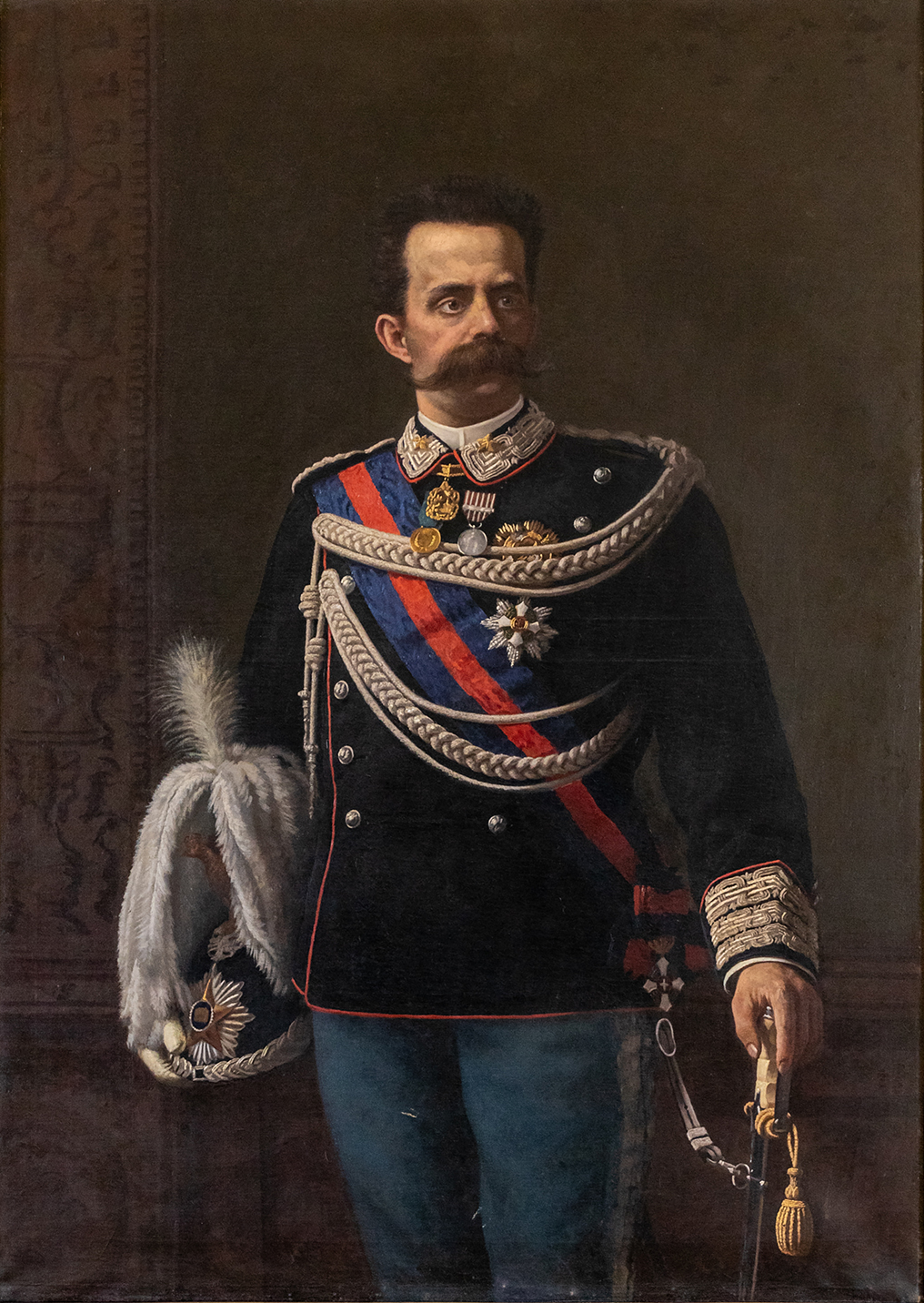
Ritratto di S.M. Umberto I di Savoia

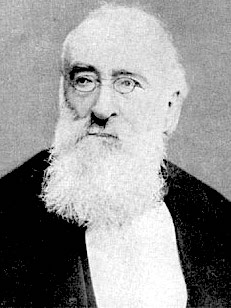
Agostino Depretis, sinistra storica

Nell’estate del 1878, terminato il lutto, si decise così che Umberto, moglie e figlio, avrebbe cominciato un tour per tutta l'Italia, che da luglio a novembre colse importanti successi. Il prestigio della regina Margherita era enorme, ma si diffuse simpatia anche per il nuovo re. Giunto a Napoli il 17 novembre 1878, Umberto subì un tentativo di assassinio che fece molto più scalpore: si trovava, insieme alla moglie, il figlio e Benedetto Cairoli, l'allora primo ministro, su una carrozza scoperta che si stava facendo largo tra due ali di folla, quando improvvisamente venne attaccato con un coltello dall'anarchico lucano Giovanni Passannante, il quale non riuscì nel proprio intento. Nel tentativo di uccidere il monarca, Passannante urlò: «Viva Orsini, viva la repubblica universale». Il poeta Giovanni Pascoli, durante una riunione di socialisti a Bologna, cominciò la pubblica lettura di un componimento, consegnatogli da una persona presente alla riunione, inneggiante a Passannante. Accortosi del contenuto gettò via la carta ed espresse parole di sdegno. Pascoli verrà arrestato, in seguito, per aver protestato contro la condanna di alcuni anarchici che avevano manifestato in favore dell'attentatore.
Con Agostino Depretis, la sinistra era arrivata al governo nel 1876, quando era ancora sul trono Vittorio Emanuele II di Savoia. Il suo programma politico, premessa la sua fedeltà alla Corona, verteva sull’allargamento del diritto di voto, sull’istruzione elementare obbligatoria laica e gratuita, sul decentramento amministrativo, e su una riforma fiscale che eliminasse la tassa sul macinato. Negli anni Depretis ricoprì più volte il ruolo di primo ministro. Il suo era un “moderatismo riformistico”, che piacque all’elettorato perché rompeva con la gestione oligarchica del potere riservato a una piccola consorteria che nel tempo aveva favorito la destra. Ma non si trattò di una “rivoluzione”, poiché, in realtà, in Italia non erano mai esistite una destra e una sinistra ben definite, quanto piuttosto un unico schieramento su posizioni centriste e “mediane”, anche perché i parlamentari provenivano quasi tutti dalla stessa classe borghese. La legge elettorale del 1882 (Legge Zanardelli) con cui il numero degli elettori fu portato a 2 milioni, mantenne la discriminazione nei confronti dei contadini meridionali, che continuarono a non essere rappresentati, aumentando la tensione sociale in un momento in cui la crisi economica mondiale iniziava a colpire duramente anche l’Italia. La crisi ebbe avvio in Europa con una forte ondata di vendite sulla piazza borsistica di Vienna l’8 maggio 1873, poi si estese agli Stati Uniti, dove fallì la banca newyorkese Jay Cooke & Company, travolta dalla crisi del settore ferroviario. Presto la crisi si diffuse anche in Gran Bretagna, Francia e Germania, dove le scorte di magazzino invendute indussero i produttori ad avviare massicci licenziamenti nel settore industriale.

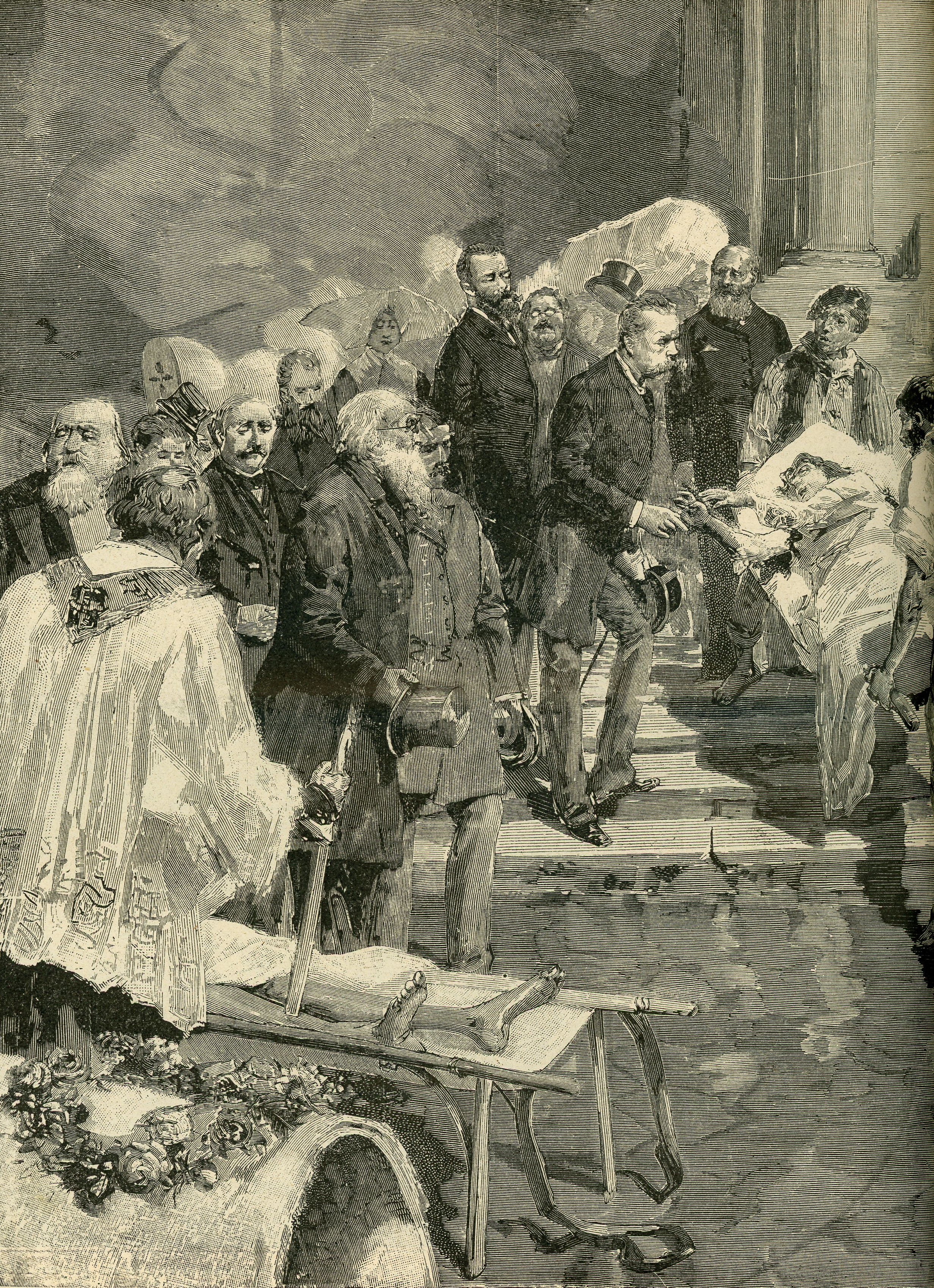
Re Umberto I che visita Napoli, nel 1884, colpita dalla malattia del colera

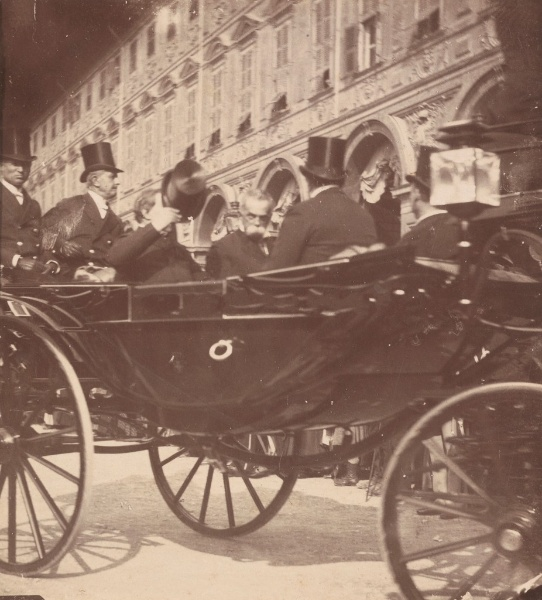
Re Umberto in Piazza San Carlo, a Torino, durante una visita nel 1888

Durante il periodo del trasformismo, quando si succedevano governi brevi e instabili, re Umberto non fu percepito come vera guida del Paese, ma è verosimile che non ambisse realmente a esserlo. Preferì gestire in modo ordinario e poco approfondito le questioni di politica interna, da posizioni conservatrici, nell’illusione di contribuire alla stabilità della dinastia. Encomiabile, invece, fu il suo impegno verso le popolazioni colpite dalle calamità naturali degli anni 1880: l’inondazione dell’Adige, il terremoto di Casamicciola, il colera in Piemonte e soprattutto a Napoli. Ogni volta Umberto I si recò prontamente nei luoghi più colpiti dalle sventure, mostrando coraggio, empatia e generosità nel favorire l’organizzazione di soccorsi e ricostruzioni. Per visitare Napoli durante l’epidemia di colera del 1884 non esitò a lasciare le amate manovre militari: "A Pordenone si fa festa, a Napoli si muore. Andiamo a Napoli" avrebbe detto. Simili atteggiamenti contribuirono a una parziale "riscossa" monarchica favorita dai rinnovati sforzi della corte, con nuovi ricevimenti sfarzosi e impeccabili occasioni di contatto con il popolo. Vennero organizzati eventi unici (in particolare il ‘pellegrinaggio’ sulla tomba di Vittorio Emanuele II, del 1884) che spostarono le attenzioni del paese sugli aspetti più fascinosi e sacrali della dinastia. Nel 1890 entrò in vigore il Codice Zanardelli (Codice penale italiano del 1889), che, entrato in vigore il 1º gennaio (seppur approvato, tra l'altro con l'unanimità delle due Camere, già dal 30 giugno 1889), questo codice aboliva la pena di morte (che era ancora in vigore nei principali Stati europei; è corretto precisare che di esecuzioni capitali in Italia se ne eseguivano già molto poche anche prima, dal 1867 in poi addirittura meno di 5 in media ogni anno.) per tutti i reati, con l'eccezione di alcuni reati militari in tempo di guerra, e consentiva la libertà di sciopero, in condizioni non-violente e anti-intimidatorie. Inoltre introduceva la libertà condizionale, il principio rieducativo della pena ed aumentava la discrezionalità del giudice al fine di adeguare la pena alla effettiva colpevolezza del reo, ammettendo inoltre l'infermità mentale certificata come causa di esonero dal processo.codice Zanardelli che apportò innovazioni al codice penale, come l’abolizione della pena di morte. Nella Relazione al Re Zanardelli si diceva convinto che “le leggi devono essere scritte in modo che anche gli uomini di scarsa cultura possano intenderne il significato; e ciò deve dirsi specialmente di un codice penale, il quale concerne un grandissimo numero di cittadini anche nelle classi popolari, ai quali deve essere dato modo di sapere, senza bisogno d'interpreti, ciò che dal codice è vietato”. Zanardelli riteneva che la legge penale non dovesse mai dimenticare i diritti dell'uomo e del cittadino e che non dovesse guardare al delinquente come ad un essere necessariamente irrecuperabile: non occorreva solo intimidire e reprimere, ma anche correggere ed educare.

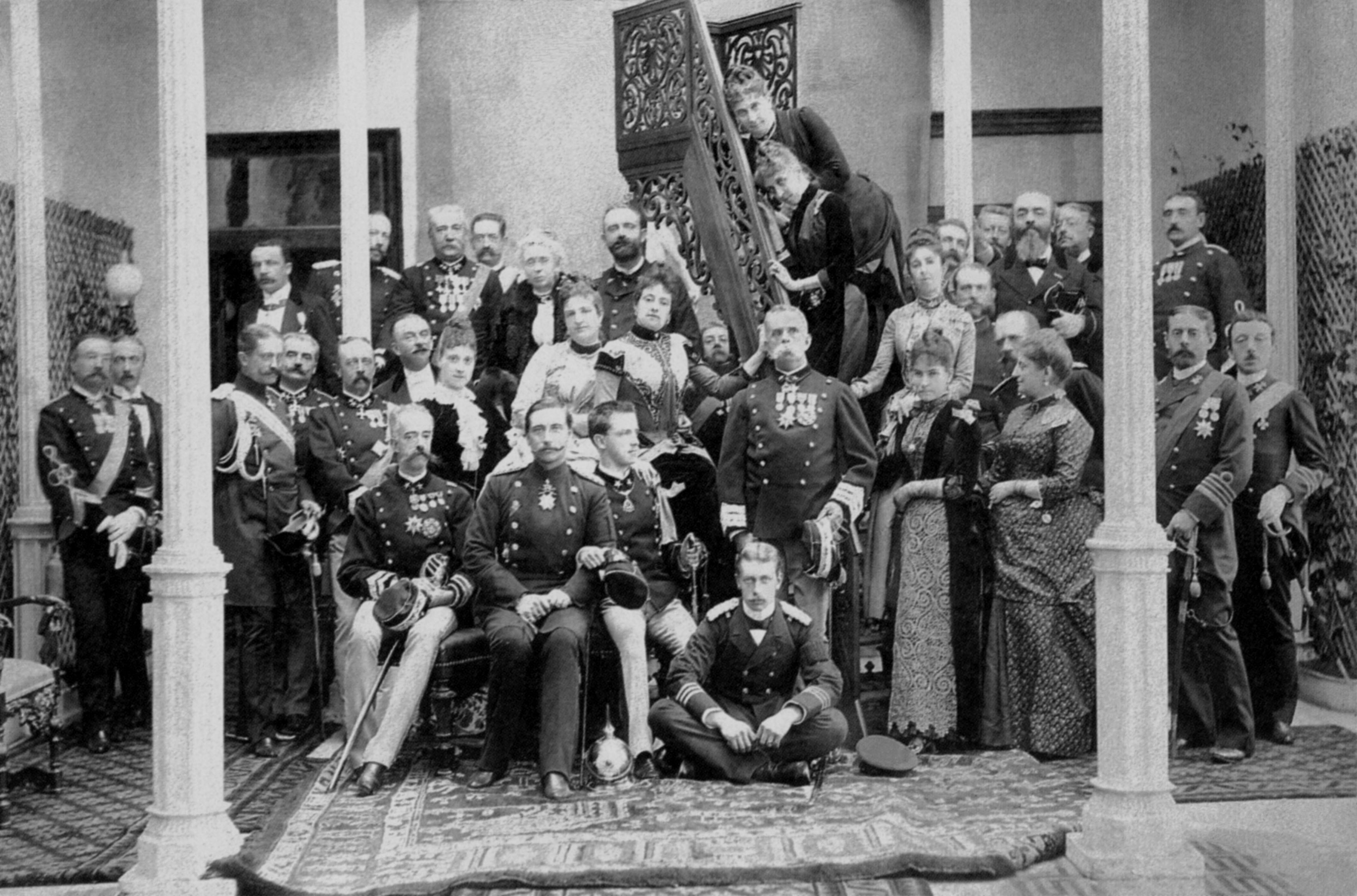
Visita di Guglielmo II di Germania, al centro, si possono notare Umberto I, la regina Margherita e Vittorio Emanuele

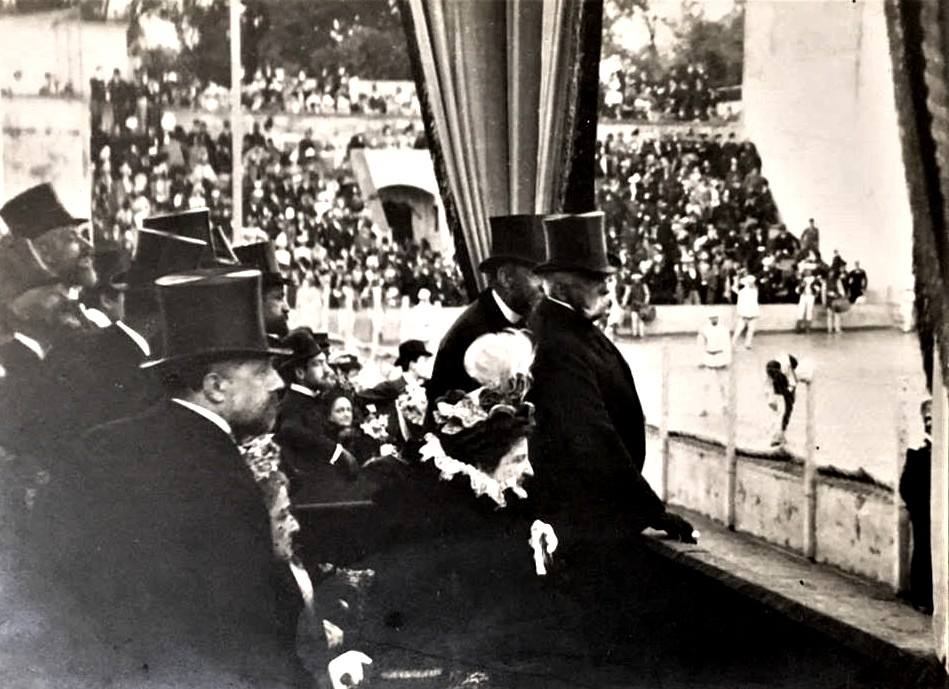
Re Umberto e Margherita nel 1889, che assistono a una partita di Calcio Fiorentino

Quando poi, nel 1893, il governo Giolitti fu travolto dallo scandalo della Banca romana, il fatto che il governatore, Bernardo Tanlongo, fosse uomo vicino anche agli ambienti di corte non giovò certo alla popolarità del sovrano. Anche l’immagine della coppia reale felice cominciò a mostrare la corda: Umberto era solito vedersi con numerose amanti, e pur restando legato da un affetto sincero alla duchessa Bolognini Litta, le affiancò la più giovane contessa Vincenza di Santa Fiora, a lungo seconda amante ‘ufficiale’ del re. Le sue uscite pubbliche restarono frequenti, ma crebbe anche la paura di attentati. Iniziò a pretendere maggiore sicurezza, specie dopo che, nel marzo del 1893, Luigi Berardi, un trentenne sbandato, gli lanciò un sacchetto di escrementi. In questo clima ci si avvicinava alla celebrazione romana delle nozze d’argento dei reali, uno degli ultimi grandi eventi del regno di Umberto e Margherita. Si cercò di ridare credito e continuità alla dinastia con il matrimonio tra Vittorio Emanuele ed Elena di Montenegro, celebrato il 24 ottobre 1896. Il 1° gennaio 1897, sulla Nuova Antologia, un articolo anonimo, ma notoriamente di Sidney Sonnino, propose come via per l’uscita dalla crisi un «ritorno allo Statuto», da concretizzarsi con un colpo di mano della Corona, che aveva interessi più «larghi e permanenti» rispetto alla corrotta classe politica. L’articolo ebbe enorme risonanza, senza peraltro arrivare a scuotere significativamente Umberto. Intanto una nuova ondata di attentati anarchici orchestrati da italiani insanguinò l’Europa, colpendo il presidente francese Marie François Sadi Carnot, quello spagnolo Antonio Cánovas del Castillo e l’imperatrice Elisabetta d’Austria. Anche Umberto subì un’aggressione, il 22 aprile 1897, da Pietro Acciarito, che fu poi condannato all’ergastolo.
Dopo la presa di Roma, il 13 maggio 1871 lo Stato italiano approvò la legge delle guarentigie, con cui si impegnava unilateralmente a garantire al pontefice le condizioni per il libero svolgimento del suo magistero spirituale, secondo le linee del progetto cavouriano. Papa Pio IX rifiutò questa legge, per il suo contenuto e in quanto atto unilaterale del regno d’Italia, e si dichiarò prigioniero dello Stato italiano. Negli anni seguenti, l'Italia approvò altri provvedimenti biasimati dalla Chiesa, come il Codice penale Zanardelli (1889), che introdusse alcuni reati che riguardavano i ministri di culto, come l’istigazione a violare le leggi e i provvedimenti delle autorità. Con l’inizio del XX secolo, la Chiesa si mostrò più disponibile a risolvere la questione romana.

#### Politica estera e coloniale

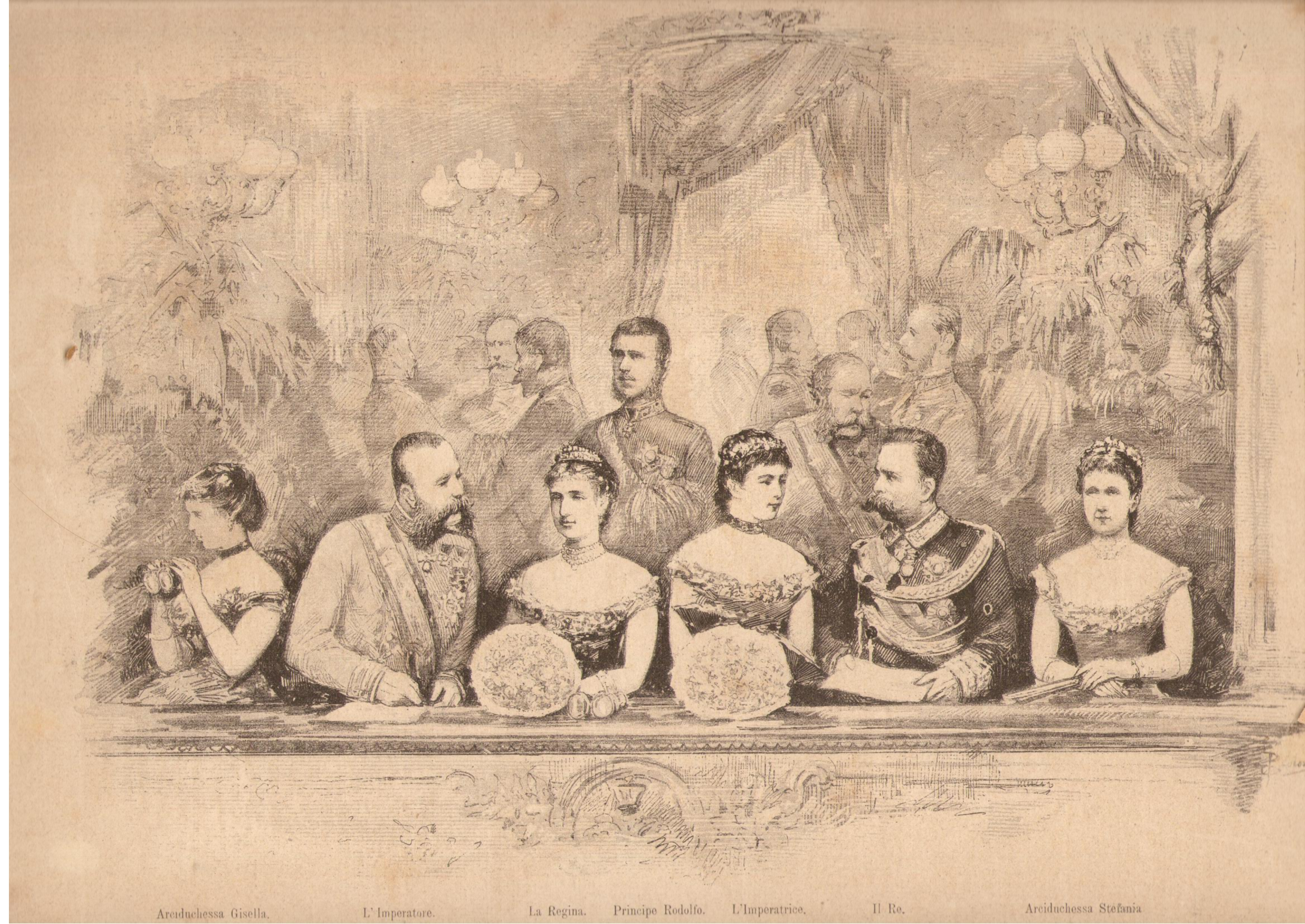
Umberto, Margherita, Franz Josef e Elisabetta, a teatro a Vienna nel 1881

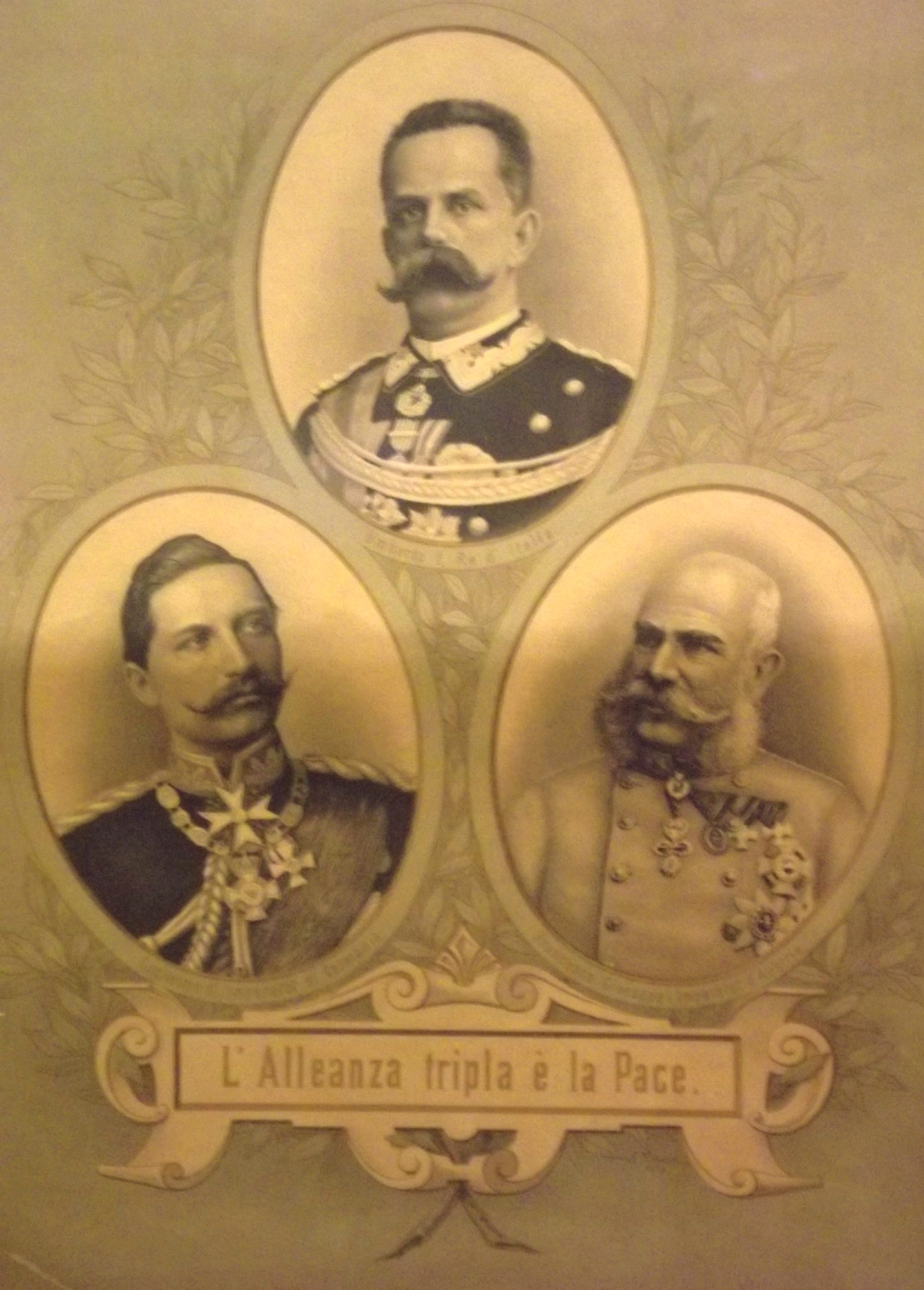
Stampa che celebra la firma della Triplice alleanza, il 20 maggio 1882

Umberto I proseguì sulla strada tracciata negli ultimi anni dal padre, avvicinandosi progressivamente agli imperi dell’Europa centrale. Nel 1881 fu organizzata una visita ufficiale a Vienna che servì a favorire, un anno dopo, la stipulazione della Triplice alleanza. Il viaggio, tutto sommato, fu infatti un successo, ma forti critiche vennero dagli irredentisti, che vi colsero un tradimento degli ideali risorgimentali. E il fatto che l'imperatore Franz Josef d'Austria avesse nominato Umberto colonnello del 28º reggimento di fanteria austriaca (attivissimo nelle principali campagne risorgimentali) non semplificò le cose. Si stava in ogni caso realizzando l’auspicio di Otto von Bismarck, che Umberto considerava il perno della politica internazionale, per una ripresa della diplomazia ‘dinastica’. Il re si convinse dell’opportunità di avvicinarsi all’asse austro-tedesco in virtù dell’aggressiva politica africana della Francia e del diffondersi delle idee anarchiche e socialiste. L’alleanza tra Roma, Vienna e Berlino fu firmata il 20 maggio 1882, con chiare finalità conservatrici. L'appoggio dell'Austria, la nazione cattolica più prestigiosa, sarebbe stato di grande utilità per l'Italia al fine di stornare un'eventuale azione europea in aiuto del papato. I motivi di quello che può sembrare un ennesimo cambiamento di fronte, dopo l’aiuto fornito dalla Francia nelle guerre risorgimentali, furono estremamente concreti: la Francia dopo il 1870 era una repubblica sconfitta, quindi inutile come alleata, mentre l’Austria e ancor di più la Germania erano ancora forti e governate saldamente da sovrani conservatori ma non reazionari. Entrando nella Triplice Alleanza, re Umberto in cuor suo era consapevole di non poter aspirare a un ruolo pari a quello dei suoi alleati, ma farne parte garantiva all’Italia una posizione di prestigio internazionale.

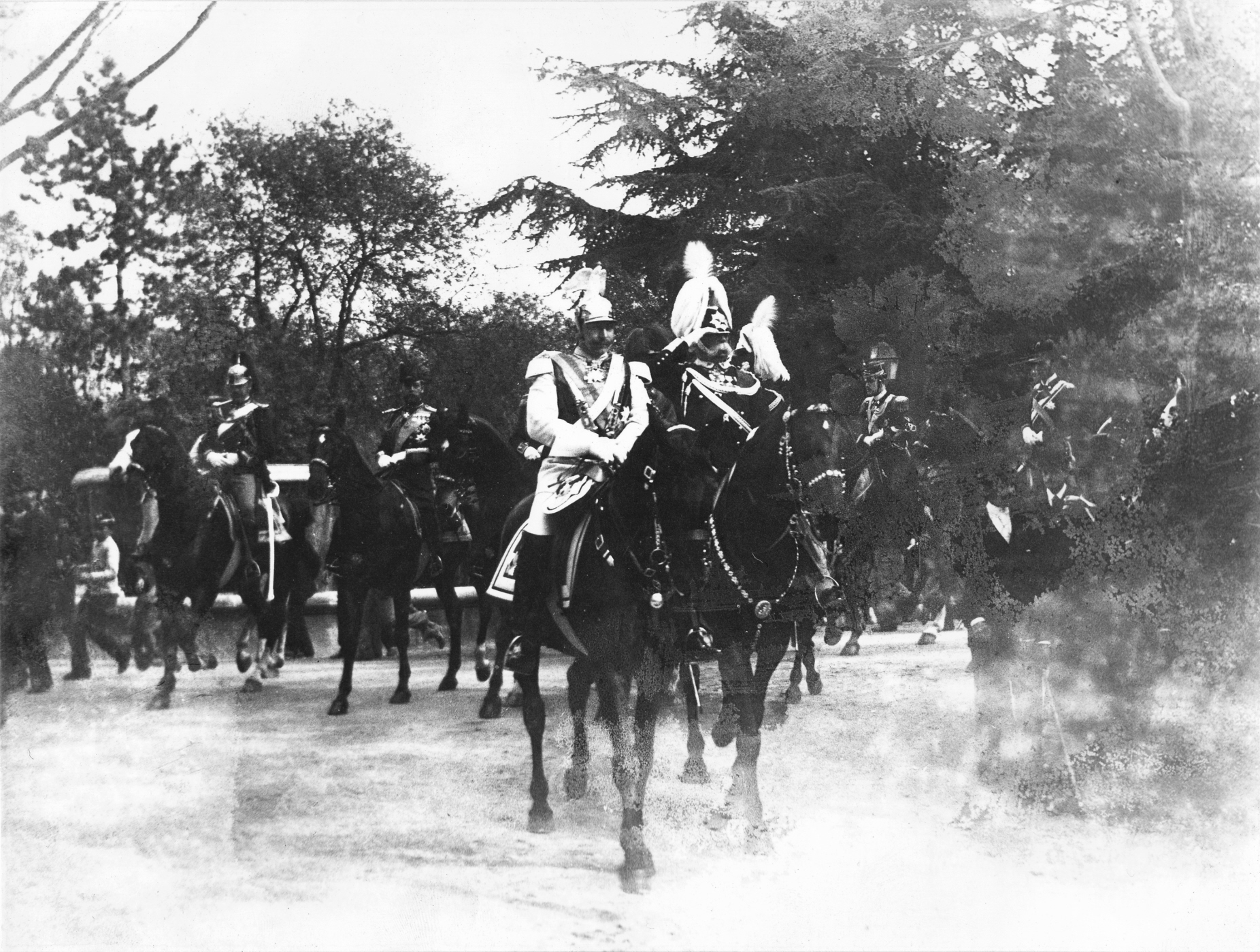
Re Umberto I e il Kaiser a cavallo

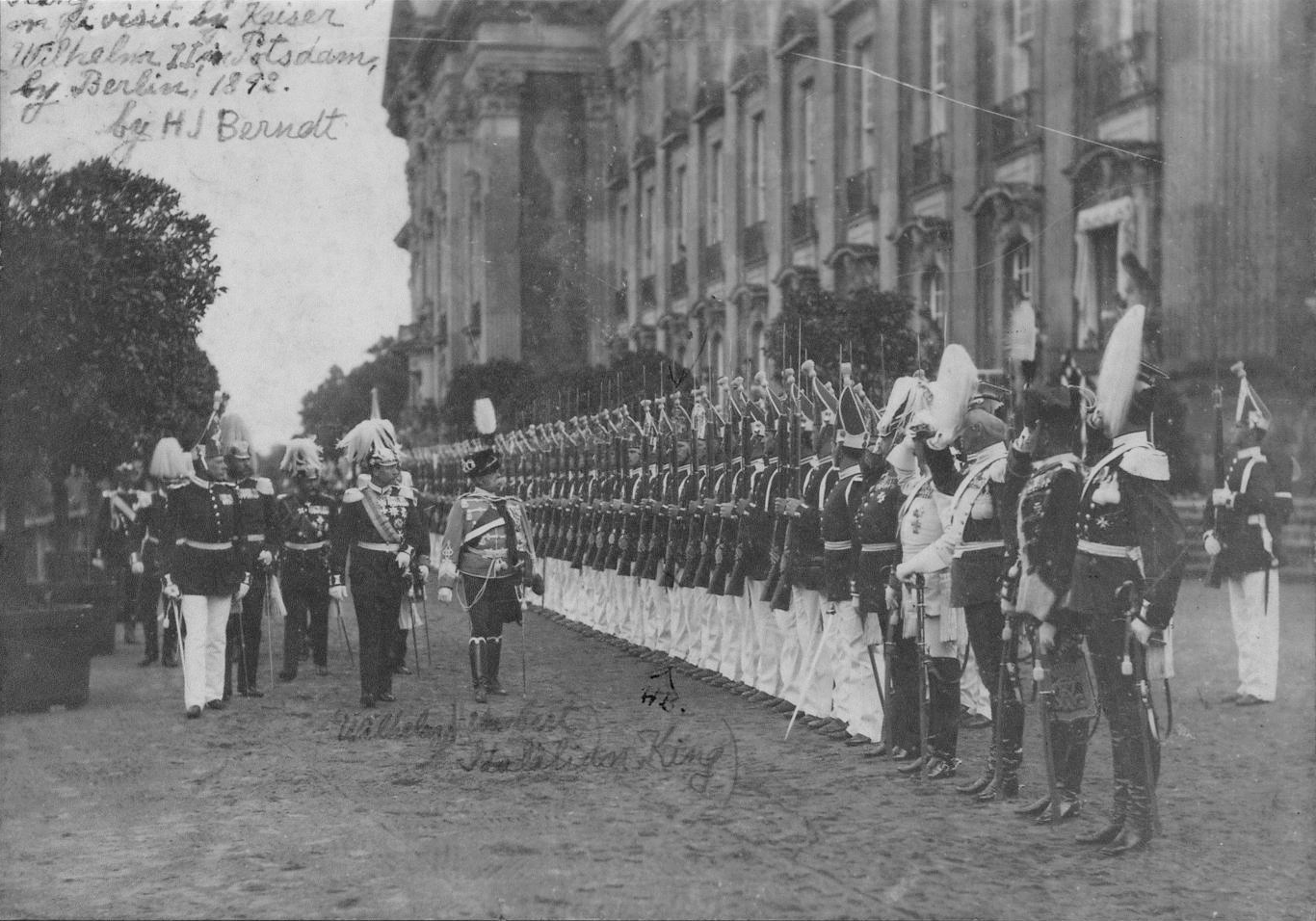
Re Umberto e Guglielmo II di Germania passano in rassegna la Guardia prussiana

Per l'Italia, la conclusione di un'alleanza con due potenze conservatrici sarebbe valsa sia ad assicurare la monarchia sabauda di fronte ai movimenti repubblicani di ispirazione francese sia ad assicurarla dall'intervento di potenze straniere che avessero voluto ristabilire il potere temporale del papa. Considerando i successi militari, un tassello fondamentale della politica internazionale italiana, i reali, e specialmente Margherita, videro con favore l’ascesa al governo di Francesco Crispi e appoggiarono le imprese coloniali. Per suggellare il Trattato di Uccialli, nell’agosto del 1889, Umberto ricevette una delegazione abissina con una cerimonia dai toni assai pittoreschi che colpì l’opinione pubblica. Nei discorsi della Corona del 1892 e del 1895 Umberto tornò sulla questione africana: si disse fiducioso della piena pacificazione e della sicurezza militare della Colonia Eritrea. Ma dopo la disfatta di Adua (1º marzo 1896) a Crispi succedette Antonio di Rudinì, il quale inaugurò una politica più moderata, proponendo anche un ridimensionamento delle spese militari, che il re osteggiò in tutti i modi. Con le dimissioni di Crispi finì anche l’avventura coloniale, che fino ad allora aveva visto la conquista della Somalia e dell'Eritrea.

#### Attentati di assassinio

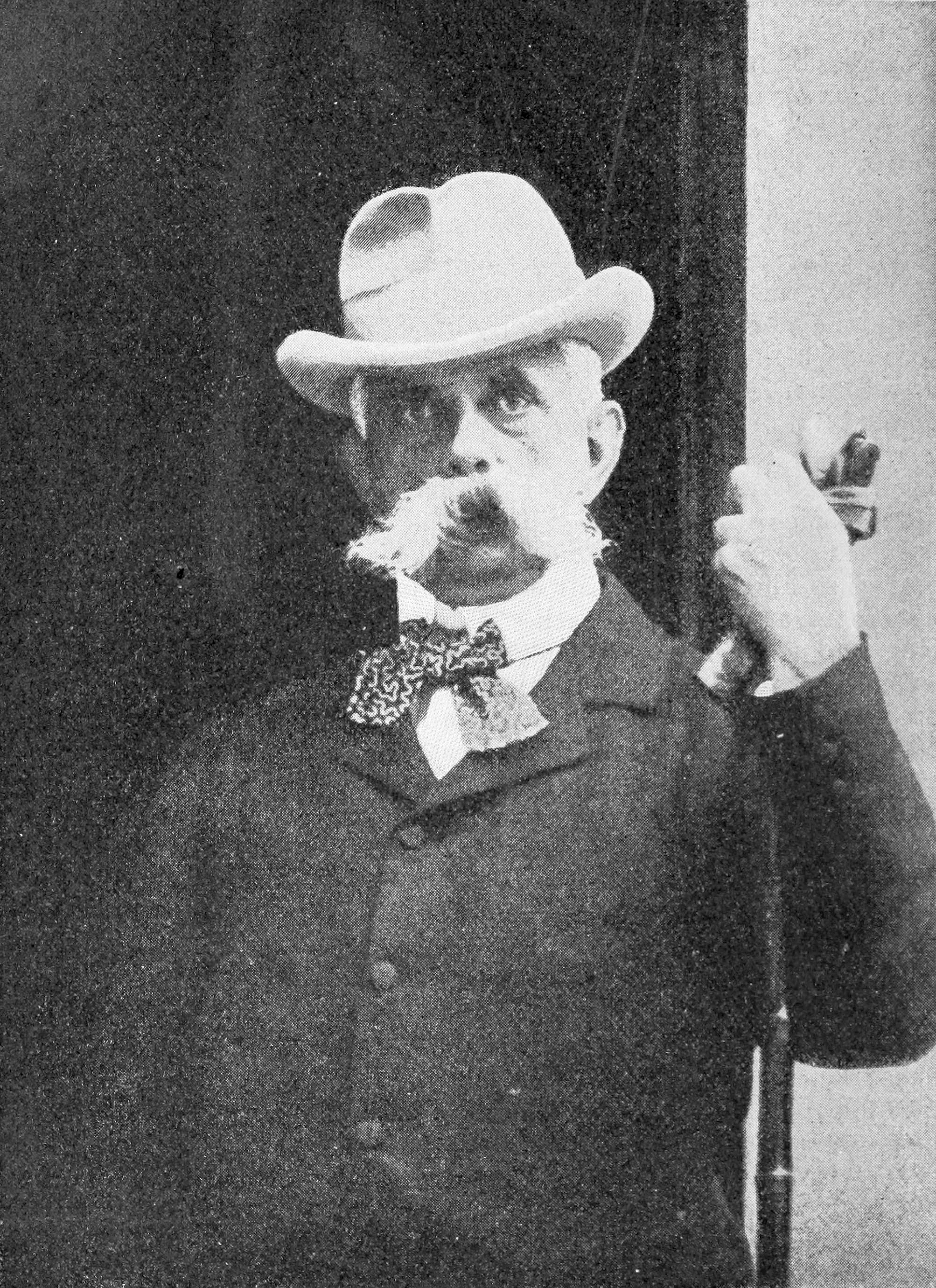
Re Umberto di Savoia in abiti civili

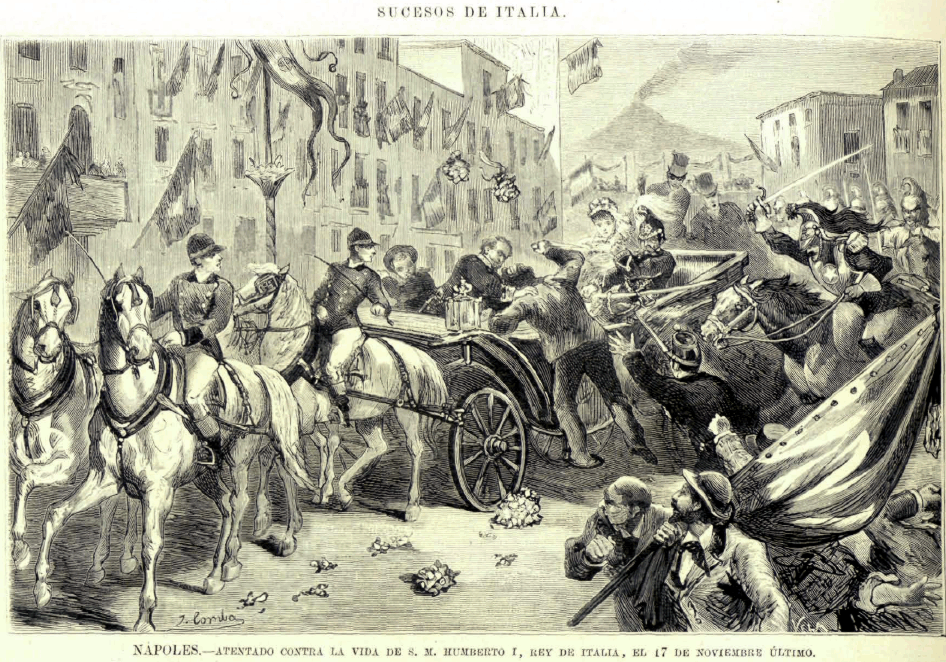
L'attentato di Giovanni Passannante a Napoli in un giornale dell'epoca nel 1878

Partito da Roma il 6 luglio 1878, Umberto I il 10 luglio fu a La Spezia, dall'11 al 30 luglio soggiornò a Torino, il 30 fu a Milano, poi a Brescia e il 16 settembre si recò a Monza, dove assistette all'inaugurazione del primo monumento dedicato al padre Vittorio Emanuele II. Il 4 novembre i reali arrivarono a Bologna: il 7 incontrarono il poeta Giosuè Carducci, di idee repubblicane, il quale, rimasto incantato dalla grazia e dalla bellezza della regina Margherita, scrisse per lei pagine di grande ammirazione e le dedicò la celebre ode Alla regina d'Italia. Tre giorni dopo Umberto e Margherita erano a Firenze, il 9 novembre a Pisa e a Livorno, il 12 novembre si recarono ad Ancona, l'indomani a Chieti e poi a Bari. Il 16 novembre, alla stazione di Foggia, un certo Alberigo Altieri tentò di lanciarsi verso il sovrano. Venne fermato in tempo, tanto che quasi nessuno si avvide del fatto e nemmeno la stampa ne fece parola. Tuttavia un'indagine della polizia portò a scoprire come il giovane non avesse agito da solo, ma nell'ambito di «un complotto per l'assassinio dell'Augusto sovrano» che aveva «il proposito di farne eseguire il tentativo nelle diverse città visitate». Era l'avvisaglia di quanto sarebbe accaduto il giorno dopo. Giunto a Napoli il 17 novembre 1878, Umberto subì un tentativo di assassinio che fece molto più scalpore: si trovava, insieme alla moglie, il figlio e Cairoli, su una carrozza scoperta che si stava facendo largo tra due ali di folla, quando improvvisamente venne attaccato con un coltello dall'anarchico lucano Giovanni Passannante, il quale non riuscì nel proprio intento. Nel tentativo di uccidere il monarca, Passannante urlò: «Viva Orsini, viva la repubblica universale». Il re riuscì a difendersi e un ufficiale dei Corazzieri del seguito si scagliò contro l'attentatore, ferendolo alla testa con la sciabola (il re subì un leggero taglio a un braccio), mentre Cairoli, nel tentativo di bloccare l'aggressore, veniva ferito a una coscia. Il tentato assassinio generò numerosi cortei di protesta, sia contro sia a favore dell'attentatore, e non mancarono scontri tra forze dell'ordine e anarchici. A seguito del tentato regicidio, un mese dopo l'allora Capo della Polizia Luigi Berti fu costretto a rassegnare le dimissioni.

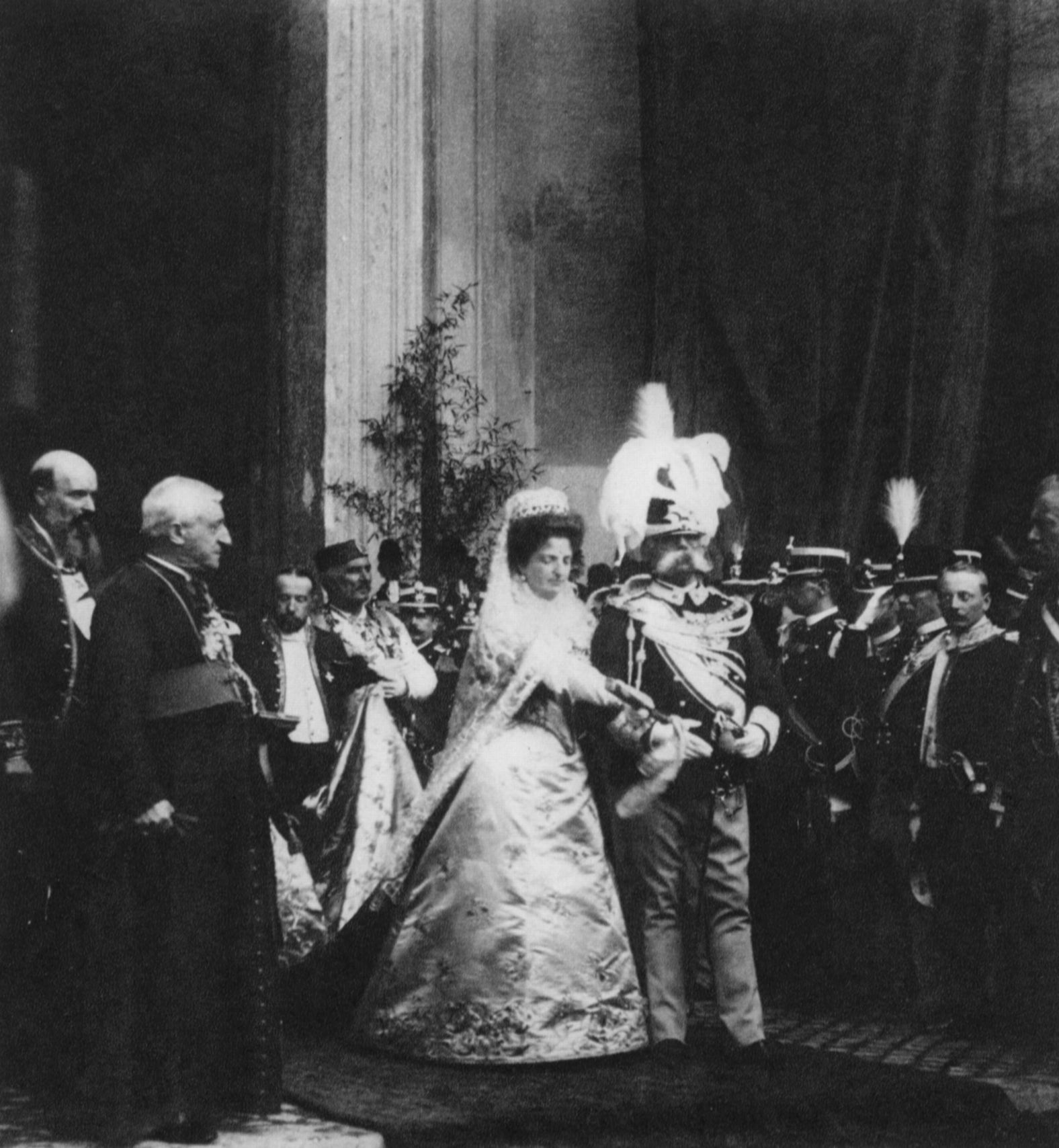
Umberto e Margherita che lasciano il matrimonio del figlio Vittorio Emanuele

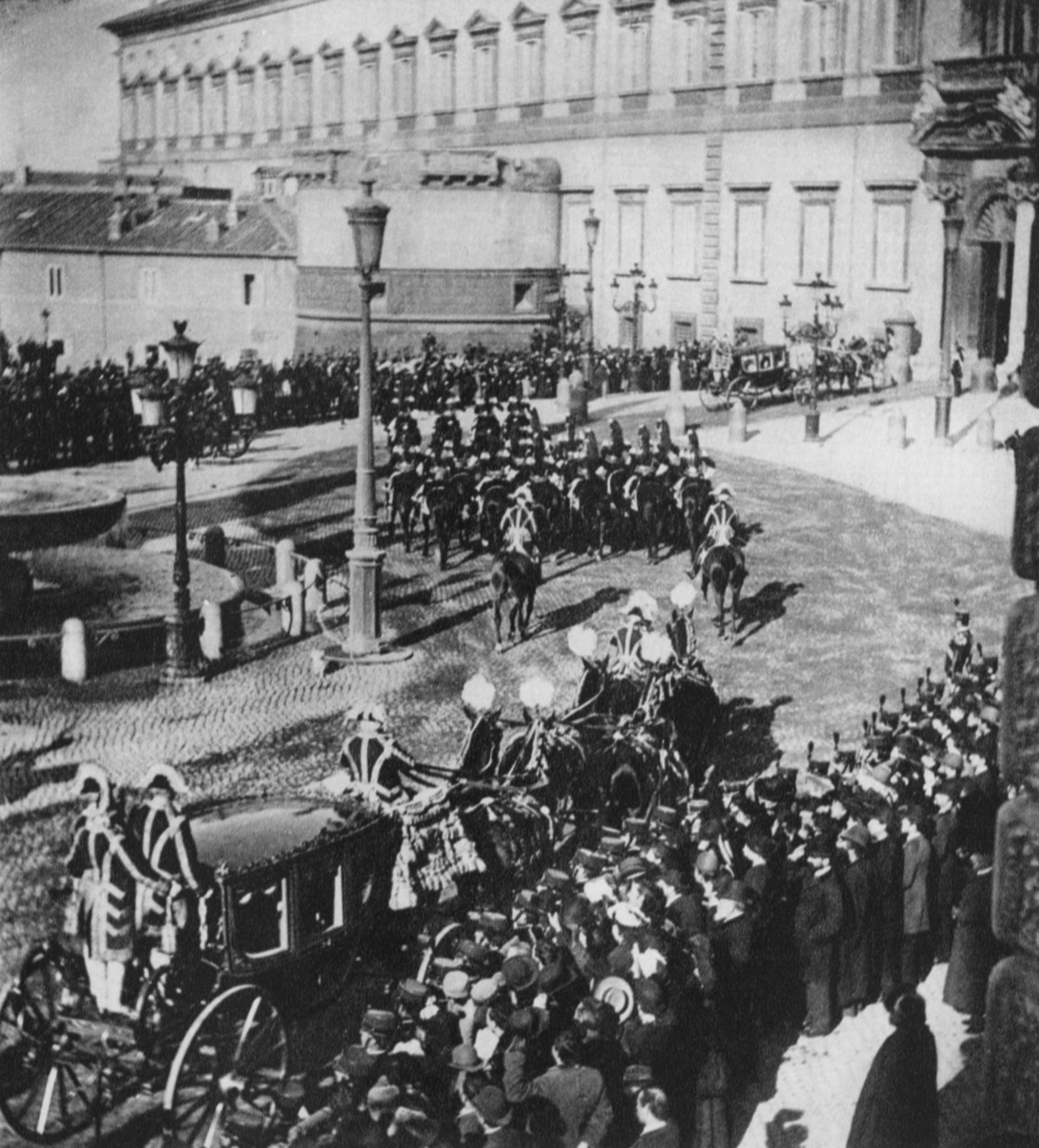
Corteo di carrozze reali nel 1893

Il poeta Giovanni Pascoli, durante una riunione di socialisti a Bologna, cominciò la pubblica lettura di un componimento, consegnatogli da una persona presente alla riunione, inneggiante a Passannante. Accortosi del contenuto gettò via la carta ed espresse parole di sdegno. Pascoli verrà arrestato, in seguito, per aver protestato contro la condanna di alcuni anarchici che avevano manifestato in favore dell'attentatore. L'anarchico venne condannato a morte, ma Umberto I commutò la sentenza in carcere a vita. Le pessime condizioni di Passannante in carcere suscitarono, comunque, polemiche da parte di alcuni esponenti politici. Il 22 aprile 1897 il sovrano subì un secondo attentato da parte di Pietro Acciarito. L'anarchico si mescolò tra la folla che salutava l'arrivo di Umberto I presso l'ippodromo delle Capannelle a Roma e si buttò verso la sua carrozza armato di coltello. Il re notò tempestivamente l'attacco e riuscì a schivarlo, rimanendo illeso. Acciarito venne arrestato e condannato all'ergastolo. Analogamente a Passannante, la sua pena fu molto rigida ed ebbe gravi conseguenze sulla sua salute mentale. Come il precedente tentato regicidio, si ipotizzò una cospirazione anti-monarchica (sebbene Acciarito avesse smentito tutto, dichiarando di aver agito da solo) e vennero arrestati diversi esponenti socialisti, anarchici e repubblicani, che furono sospettati di aver avuto collusioni con l'estremista. Tra questi venne incarcerato un altro anarchico di nome Romeo Frezzi, un amico di Acciarito, solo perché in possesso di una foto dell'attentatore. Frezzi morì al terzo giorno d'interrogatorio. Sorsero alcune illazioni sul suo decesso (suicidio e aneurisma) ma l'autopsia confermò che la morte avvenne per sevizie subite dagli agenti di pubblica sicurezza, nel tentativo di estorcere una confessione di connivenza con Acciarito. La vicenda suscitò sommosse popolari contro la monarchia.

#### Crisi di fine secolo

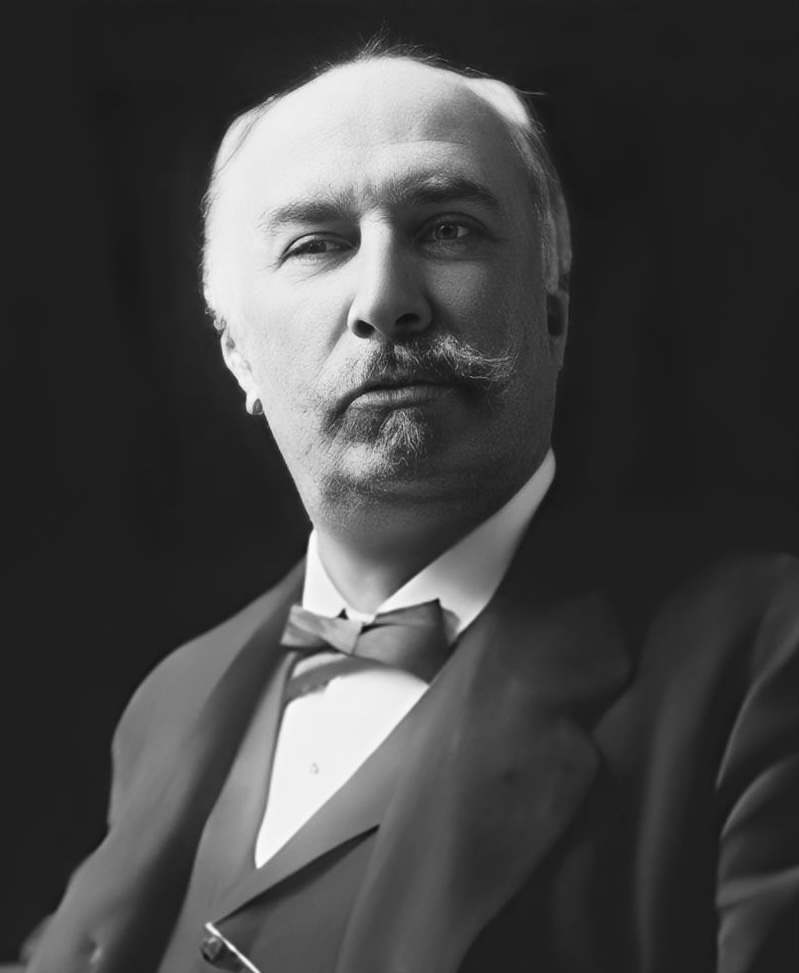
Il primo ministro Giovanni Giolitti

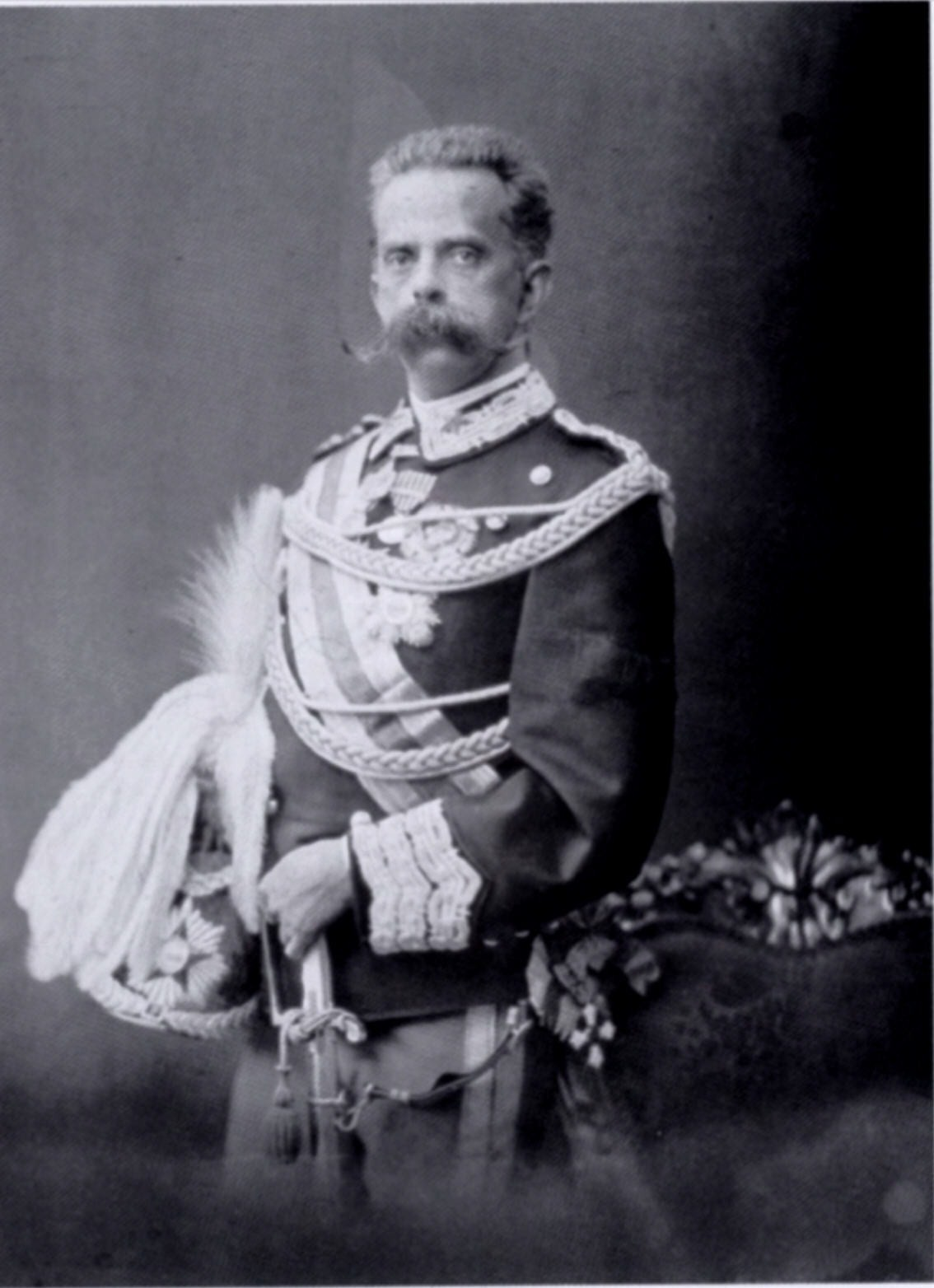
Umberto I di Savoia negli anni 1880

L’ingresso di merci statunitensi in Europa, favorito dai miglioramenti nel settore dei trasporti, passati dalla vela al vapore, provocò una caduta dei prezzi nel settore agricolo e il fallimento di produttori locali. Ciò innescò l’emigrazione di massa dei braccianti rimasti senza lavoro e ridotti alla fame, che partirono verso nazioni più ricche o verso le città, con tutte le problematiche sociali legate all’inurbamento; ma, allo stesso tempo, favorendo la disponibilità, negli anni successivi, di manodopera da impiegare nel settore industriale. Nel contempo, la crisi del settore agricolo stimolò l’evoluzione in senso capitalistico delle aziende agrarie, soprattutto nella Pianura Padana. Nel maggio 1892, mentre la crisi economica preoccupava ancora e a Genova nasceva il Partito dei Lavoratori Italiani (il futuro Partito Socialista) e veniva eletto Giovanni Giolitti al governo, cinquantenne piemontese e fedele monarchico, nonché un esponente della sinistra liberale. Antiretorico, era l’opposto di Crispi. Era anche il primo presidente del Consiglio che non avesse partecipato alle guerre risorgimentali. Si trovò subito ad affrontare il problema del Mezzogiorno, dove gli effetti della guerra doganale avevano colpito la produzione del vino, della frutta e dello zolfo. In Sicilia, Giuseppe De Felice Giuffrida aveva organizzato i Fasci di Lavoratori, un tipo di associazione a metà fra sindacato e società di mutuo soccorso, aperta a tutte le forze di sinistra, che propugnava la giustizia sociale. Le richieste dei contadini siciliani erano: canoni d’affitto equi, salari più elevati, meno imposte. 

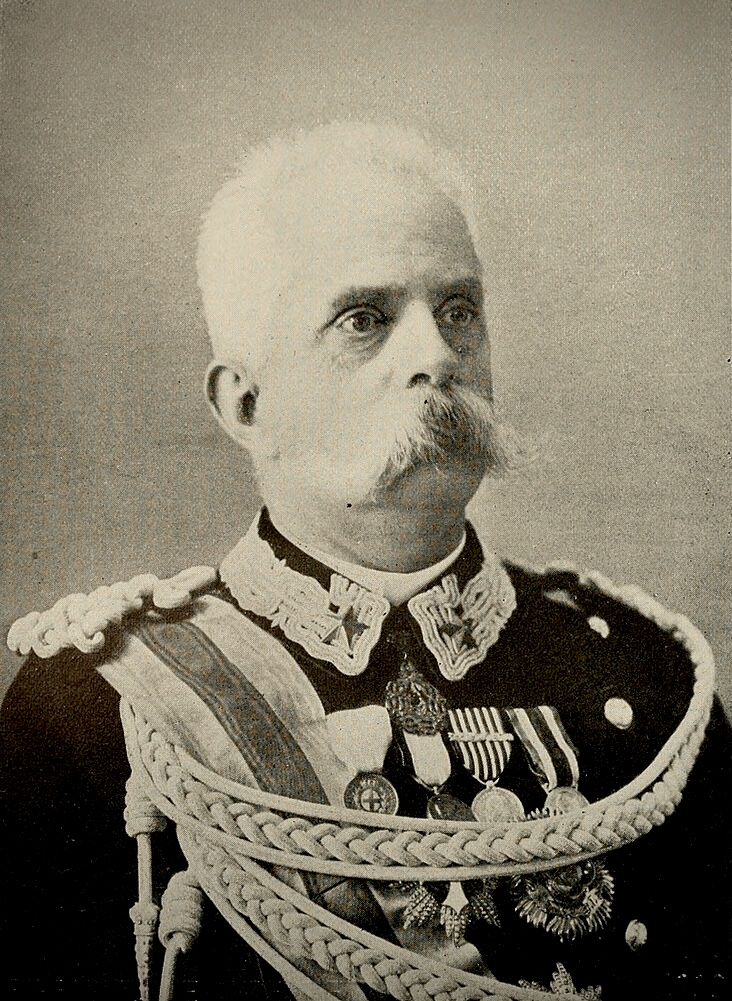
Ritratto fotografico di re Umberto I

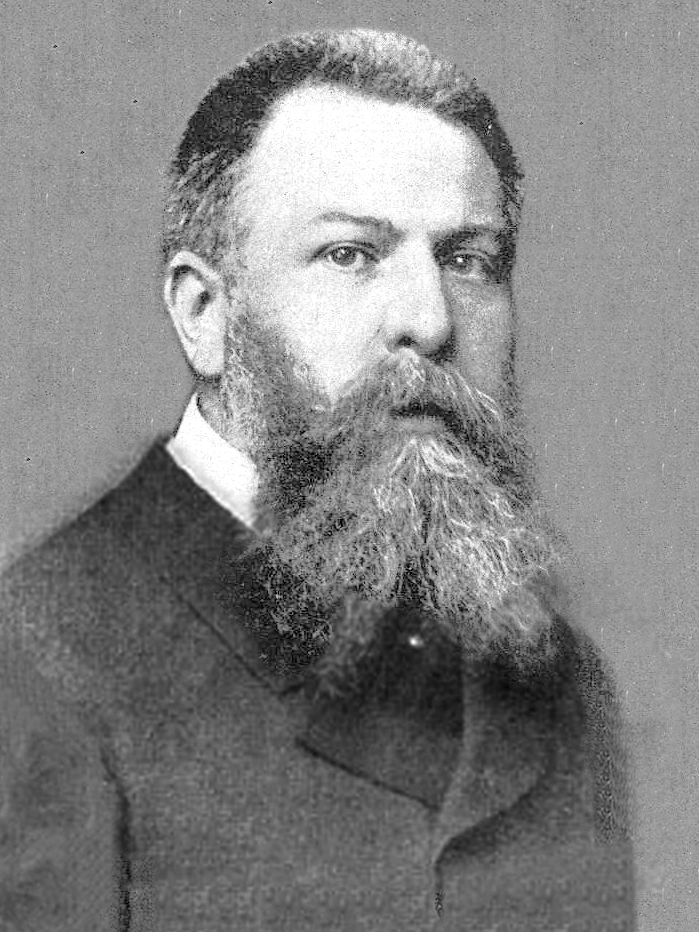
Antonio Starabba, marchese di Rudinì

Nell’autunno 1893 l’agitazione si trasformò in vera e propria insurrezione. Furono occupate le terre e gli uffici delle imposte, e la polizia intervenne duramente. Fu Crispi, tornato nel frattempo presidente del Consiglio, dopo che Giovanni Giolitti si era dimesso (anche in conseguenza del grave scandalo della Banca Romana), a ordinare la repressione. Egli proclamò la legge marziale e inviò 40 mila soldati nell’isola. Ci furono migliaia di arresti e venne limitata la libertà di stampa e di associazione. Crispi intervenne anche sul continente, sciogliendo il Partito Socialista e togliendo il diritto di voto, attraverso una revisione delle liste elettorali, a quasi un milione di potenziali elettori di sinistra. Dimessosi Crispi in seguito al fallimento delle imprese coloniali, gli subentrò Rudinì. Costui tenne conto del fatto che la caduta di Crispi era stata dovuta anche dall’ostilità della borghesia industriale del Nord. Dopo il periodo della grande depressione, a partire dal 1895 era iniziata la fase di espansione dell’economia italiana, un vero e proprio “decollo industriale”. Il Paese aveva bisogno di vivere un periodo di stabilità sociale e di pace internazionale per favorire i propri commerci. In quest’atmosfera, i socialisti, dopo la dura repressione di Crispi, avevano ripreso a organizzarsi e, il giorno di Natale 1896, uscì il primo numero del loro quotidiano “Avanti!”.Il mondo cattolico non fu da meno: intorno al giornale “Democrazia cristiana” iniziò a coagularsi un movimento che propugnava l’impegno diretto in politica, contro l’atteggiamento intransigente dell’Opera dei Congressi cattolica, che continuava la sua ferma e dura protesta contro lo Stato liberale sabaudo, chiedendo ai credenti di non partecipare alle elezioni. Mentre nel paese crescevano questi fermenti democratici, ci fu chi, fra gli industriali, gli agrari e gli ambienti militanti, decise di rivolgersi al re. Lo fece attraverso le parole di Sidney Sonnino, un importante esponente del conservatorismo liberale, che chiese alla Corona di riprendere i poteri. Sonnino usò queste parole:

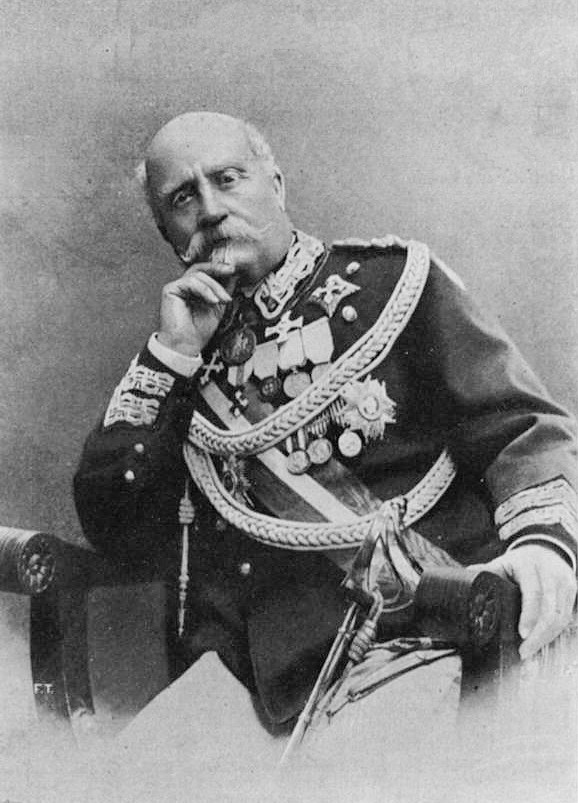
Il generale Fiorenzo Bava Beccaris

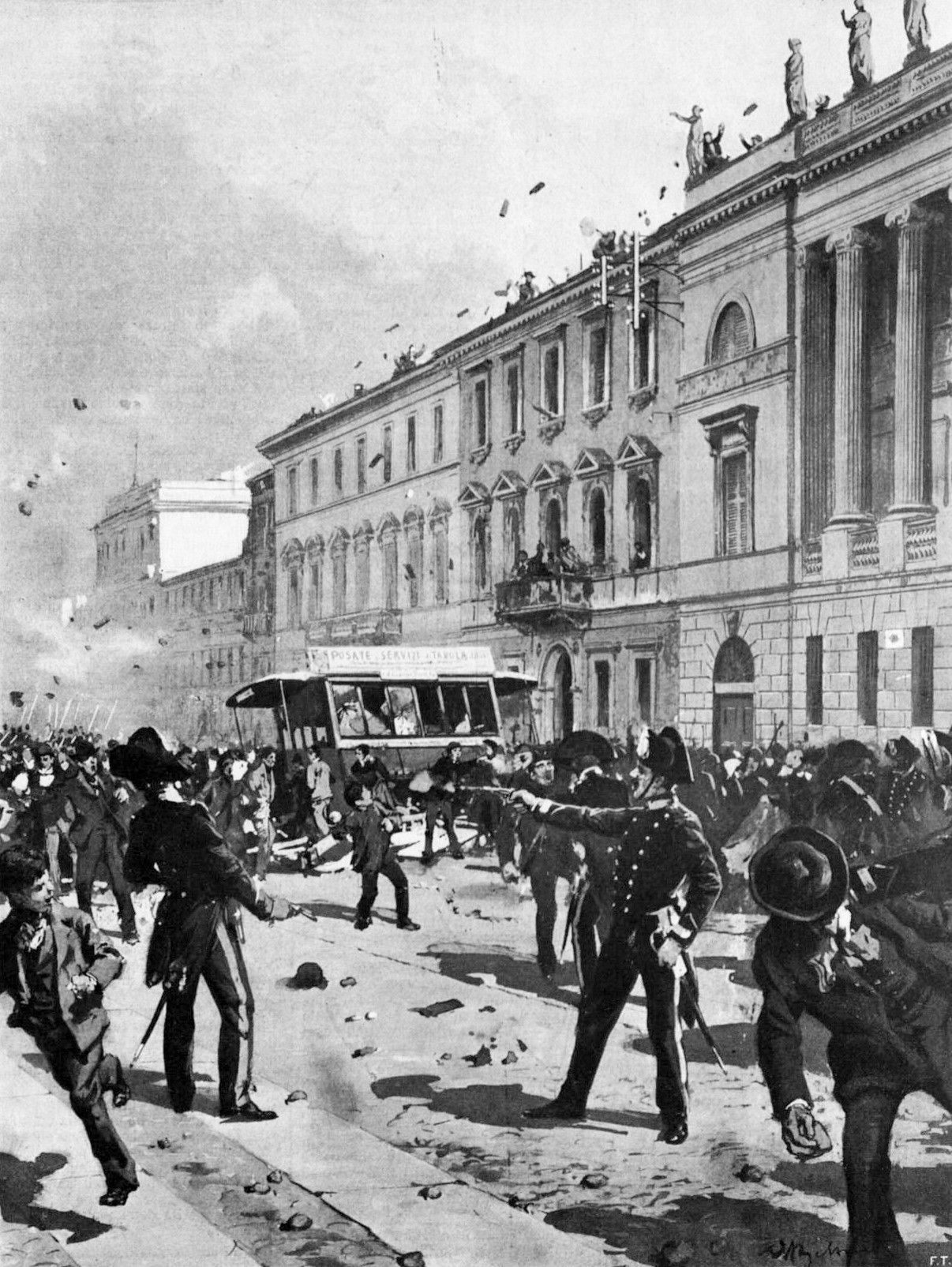
Illustrazione dei moti di Milano del 1898

Il capo del governo Rudinì inviò circolari ai prefetti, invitandoli a operare una stretta sorveglianza sui partiti “sovversivi” e sulle stesse organizzazioni cattoliche. Che ci fosse un profondo malessere sociale, dovuto anche al crescente squilibrio fra nord e sud, era cosa palpabile. Pur in presenza di una ripresa economica nelle regioni settentrionali, favorita anche dai bassi salari e dalle pesanti condizioni di lavoro, erano aumentati gli italiani, specie nel sud, che sceglievano la via delle emigrazione. Nel Nord iniziò un’ondata di scioperi nelle fabbriche. Nel 1898, a causa della Guerra ispano-americana che aveva determinato l’aumento dei noli marittimi, il prezzo del grano arrivò quasi a raddoppiare e il governo (che da questa tassa che colpiva uno degli alimenti di base delle classi povere traeva importanti entrate) tardò a ridurlo. Quando infine si decise a eliminarlo, i moti popolari erano ormai incontrollabili. Non si trattava di una rivolta “politica”, in nome di un’ideologia, ma era la ribellione di un popolo povero e affamato verso una monarchia e un governo che sentiva sordi ai veri problemi della gente comune. Quando, a maggio, scoppiarono nuovi tumulti a Milano, il generale Bava Beccaris proclamò lo stato d’assedio e affrontò a cannonate i dimostranti: si contarono almeno 80 morti e centinaia di feriti. Seguì un’ondata di arresti e vennero soppresse moltissime associazioni sindacali, partiti, cooperative e Camere del lavoro, oltre a un centinaio di giornali. I progressisti più in vista furono arrestati e condannati a pene durissime: ricordiamo i dodici anni inflitti a Turati e i tre a don Davide Albertario, il sacerdote, direttore della rivista “L'Osservatore Cattolico”, che aveva osato dire: «Il popolo vi ha chiesto pane e voi avete risposto piombo». 

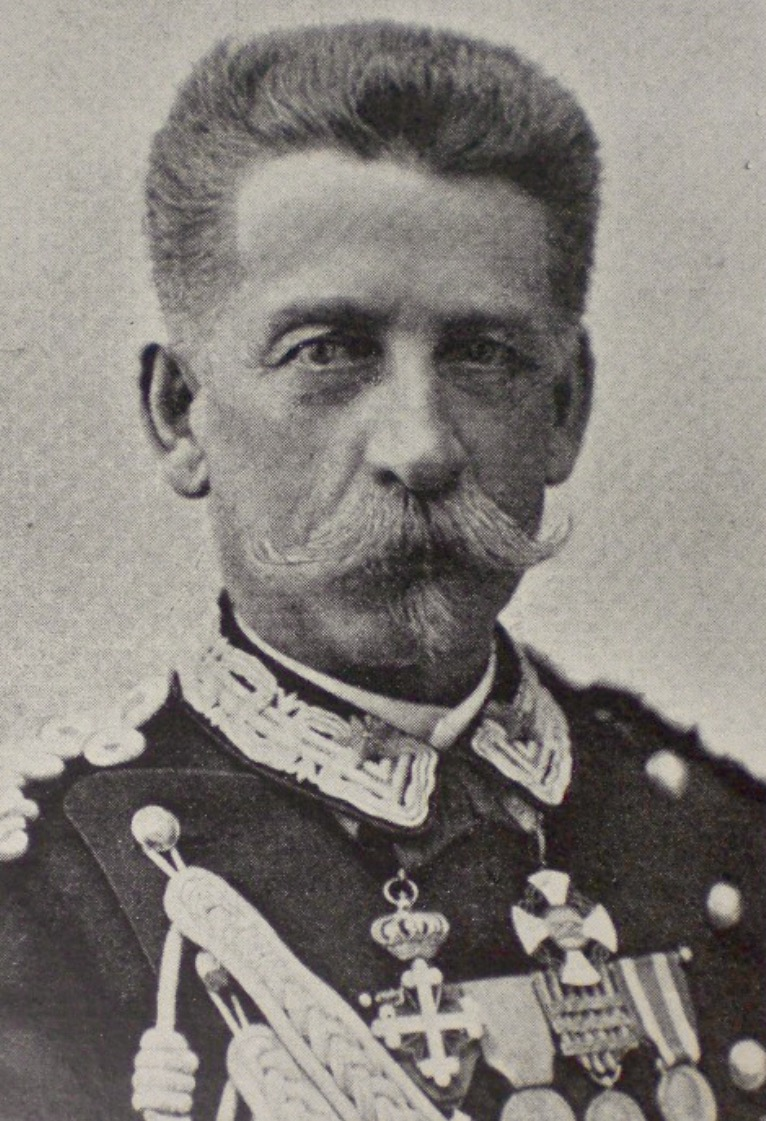
Il capo del governo Luigi Pelloux

Il re fu criticato dall'opposizione anarchico-socialista e repubblicana italiana per aver insignito con la Gran Croce dell'Ordine militare di Savoia il generale Bava Beccaris che il 7 maggio 1898. La repressione milanese costò più di cento morti e oltre cinquecento feriti secondo le stime della polizia dell'epoca, sebbene alcuni storici ritengano che tali stime siano state approssimate per difetto. Dopo i fatti di Milano, il governo del generale Luigi Pelloux intraprese una svolta autoritaria, accingendosi a sciogliere le organizzazioni socialiste, cattoliche e radicali e a limitare la libertà di stampa e di riunione. Esponenti politici come Filippo Turati e Andrea Costa, accusati di aver promosso la rivolta, furono arrestati e, in breve tempo, scarcerati. Lo storico Ettore Ciccotti simpatizzò apertamente per gli insorti milanesi e, con l'accusa di propaganda sovversiva, fu rimosso dall'incarico di docente presso l'accademia scientifico-letteraria di Milano e costretto a fuggire in Svizzera per sottrarsi all'arresto. Tale atteggiamento venne però bloccato alla Camera dove, ricorrendo all'ostruzionismo, i socialisti costrinsero Pelloux a sciogliere le Camere e ad andare a nuove elezioni, che videro una decisa avanzata della sinistra. Pelloux si dimise e Umberto I, in rispetto delle libertà garantite dallo Statuto, accettò di assegnare la carica di Presidente del Consiglio a Giuseppe Saracco, che diede il via a una politica di riconciliazione nazionale. La premiazione del generale Bava Beccaris fu la causa dell'ultimo e letale attentato al monarca per opera di Gaetano Bresci.

### Assassinio

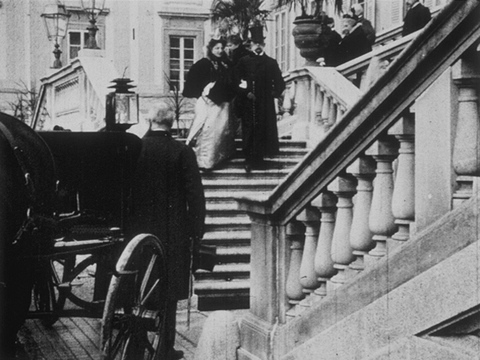
Re Umberto I e la regina Margherita, mentre scendono la scalinata d'ingresso della Villa Reale di Monza, nel 1896

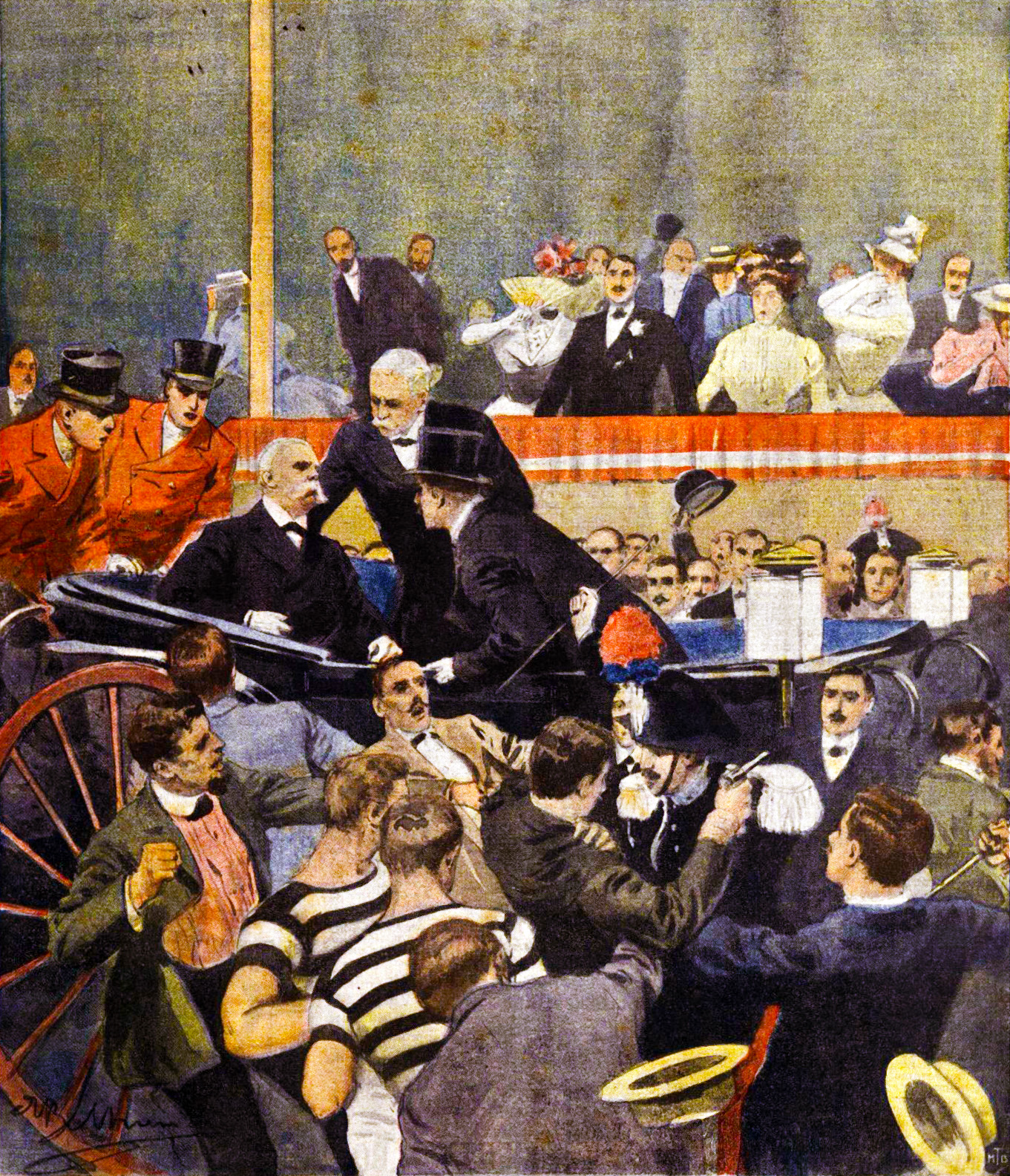
La copertina della Domenica del Corriere di Achille Beltrame con l'uccisione di Umberto I a Monza il 29 luglio 1900

Il 29 luglio 1900 Umberto I fu invitato a Monza alla cerimonia di chiusura del concorso ginnico organizzato dalla società sportiva Forti e Liberi; egli non era tenuto a presenziare, ma fu convinto dalla circostanza che al saggio sarebbero state presenti le squadre di Trento e Trieste, ai cui atleti - infatti - stringendo le mani, disse: "Sono lieto di trovarmi tra italiani" (frase che non passò inosservata e che scatenò applausi scroscianti). Sebbene fosse solito indossare una cotta di maglia protettiva sotto la camicia, a causa del gran caldo e contrariamente ai consigli degli attendenti alla sicurezza, quel giorno fatidico Umberto non la indossò. Tra la folla si trovava anche l'attentatore, Gaetano Bresci, un anarchico pratese emigrato negli Stati Uniti, con in tasca una rivoltella a cinque colpi. Il sovrano s'intrattenne per circa un'ora ed era di ottimo umore: «Fra questi giovanotti in gamba mi sento ringiovanire». Decise di andarsene verso le 22:30 e si recò verso la carrozza, mentre la folla applaudiva e la banda intonava la Marcia reale.
Approfittando della confusione, Bresci fece un balzo in avanti con la pistola in pugno e sparò alcuni colpi in rapida successione. Non si è mai appurato con precisione quanti, ma la maggior parte dei testimoni disse di aver sentito l'eco di almeno tre. Umberto difatti venne raggiunto a una spalla, al polmone e al cuore. Ebbe appena il tempo di mormorare: «Avanti, credo di essere ferito», prima di cadere riverso sulle ginocchia del generale Ponzio Vaglia, che gli sedeva di fronte in carrozza. Subito dopo i carabinieri, comandati dal maresciallo Locatelli, riuscirono a sottrarre il Bresci al linciaggio della folla, traendolo in arresto. Intanto la carrozza col sovrano ormai cadavere era giunta alla reggia di Monza; la regina, avvisata, si precipitò all'ingresso gridando: «Fate qualcosa, salvate il re!» Ma non c'era ormai più nulla da fare, Umberto era già spirato.

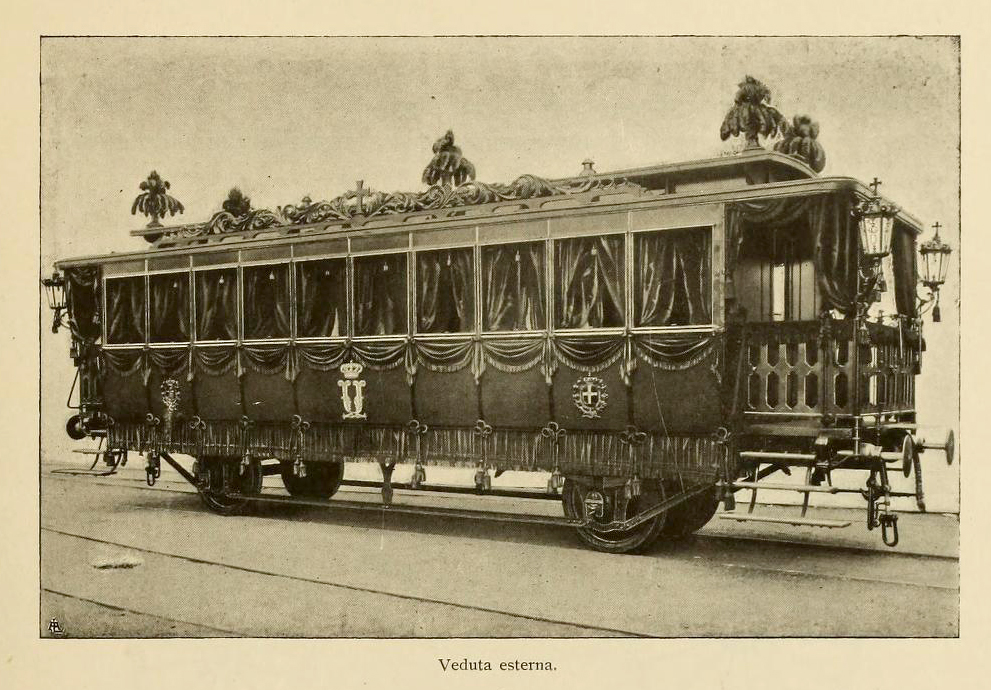
Il vagone funebre che trasportò la salma del re Umberto I da Monza a Roma

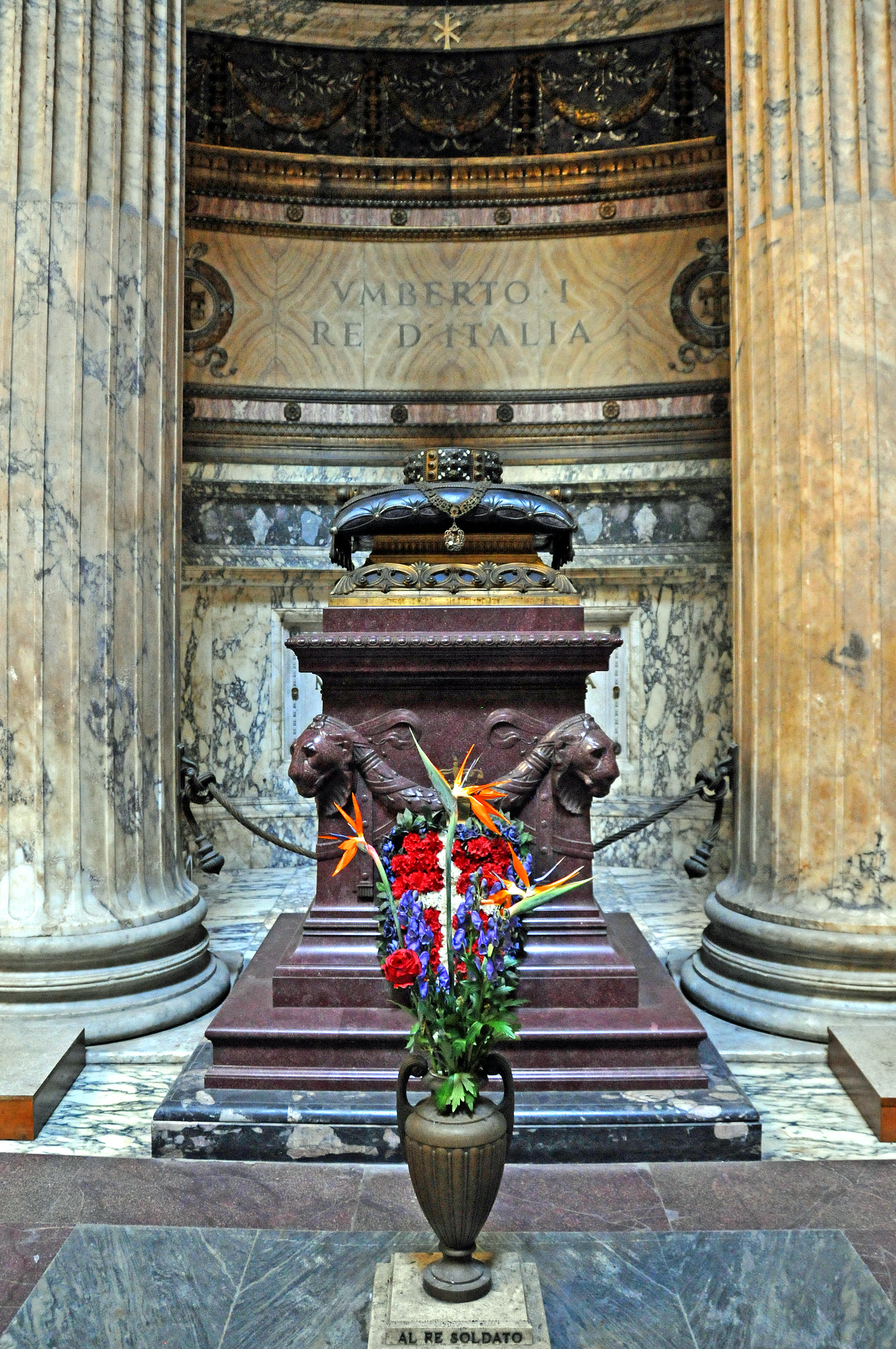
Tomba di re Umberto I al Pantheon

Il regicidio suscitò in Italia un'ondata di deplorazione e di paura, tanto da indurre gli stessi ambienti anarchici e socialisti a prenderne le distanze; Filippo Turati, ad esempio, rifiutò di difendere il regicida in tribunale. Molti di coloro che l'avevano criticato in vita, tra cui il liberale Papafava, ebbero parole di cordoglio per il defunto («Gli volevamo più bene di quanto credessimo») e il repubblicano Bovio disse che l'indignazione suscitata dall'attentato aveva allungato la vita alla monarchia di parecchi decenni. Il poeta Giovanni Pascoli scrisse di getto l'inno Al Re Umberto, dedicato al sovrano scomparso. Il 9 agosto venne celebrato il funerale religioso a Roma: nonostante fosse un giovedì torrido, due gremite ali di folla seguirono il feretro. Tuttavia si era instaurato un tale clima di psicosi che bastò un mulo imbizzarrito di una rappresentanza degli Alpini per scatenare un fuggi-fuggi generale al grido "Gli anarchici!" Tale fu il terrore che questo coinvolse anche il gruppo dei principi, tanto che Nicola I del Montenegro balzò davanti al genero Vittorio per fargli da scudo contro un eventuale attentato. Ristabilita la calma, la salma del defunto re venne tumulata nel Pantheon accanto a quella del padre; il 13 agosto diventò giorno di lutto nazionale.

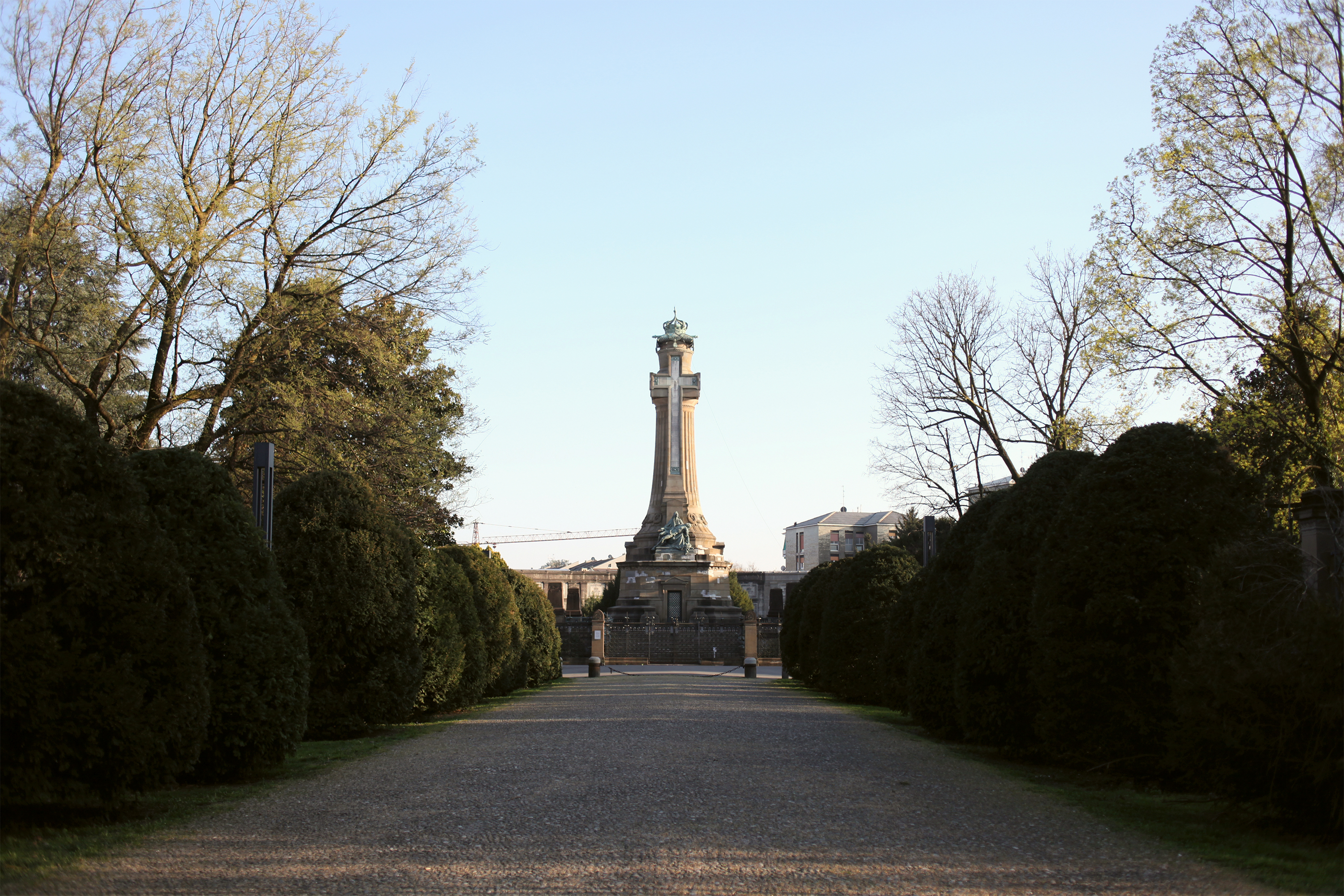
La Cappella Espiatoria a Monza

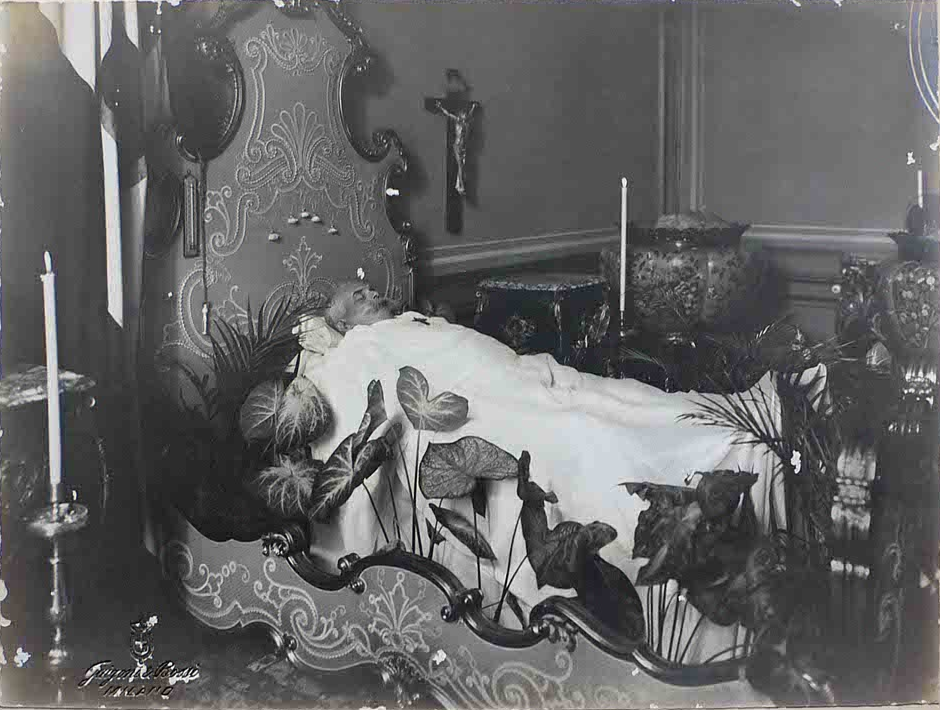
Re Umberto I d'Italia sul letto di morte

Molte furono le voci che si alzarono - contro o a favore - il gesto di Bresci, immediatamente messe a tacere dall'introduzione del nuovo reato di "apologia di regicidio", per il quale vennero tratti in arresto due religiosi: don Arturo Capone, parroco a Salerno, e fra Giuseppe Volponi, un francescano di Roma. Quest'ultimo fu condannato a 8 mesi di carcere e a mille lire di multa (28 agosto). Bresci venne processato il 29 agosto e condannato il giorno stesso all'ergastolo, in quanto la pena di morte era in vigore solo per alcuni reati militari, puniti dal Codice penale militare di guerra. Bresci morì suicida il 22 maggio 1901 in circostanze molto dubbie (impiccato nella propria cella), sebbene si dicesse che fosse rimasto vittima di un pestaggio da parte delle guardie. Il 29 luglio 1901, a un anno dalla sua uccisione, la memoria di Umberto I fu solennemente celebrata a Monza con grandi eventi: un imponente pellegrinaggio, deposizione di numerose corone, discorsi, messe, concerti, e la declamazione dell'ode XXIX Luglio di Adolfo Resplendino da parte dell'allora quattordicenne Paola Pezzaglia. Il luogo dell'attentato, a Monza, è segnato dalla Cappella espiatoria in memoria del re ucciso, costruita nel 1910 su disegno dell'architetto Giuseppe Sacconi per volontà del figlio di Umberto, Vittorio Emanuele III.

## Discendenza
Umberto I e Margherita di Savoia ebbero un solo figlio:
- Vittorio Emanuele (1869-1947), principe di Napoli, futuro re d'Italia, sposò Elena del Montenegro, da cui ebbe cinque figli.

Dalla sua amante, Eugenia Attendolo Bolognini Litta, ebbe un figlio illegittimo:
- Alfonso (1870-1891), riconosciuto come figlio proprio dal duca Giulio Litta Visconti Arese.

## Ascendenza
|                                      |                       |                                      | Genitori                                 |  |  | Nonni |  |  | Bisnonni                           |  |  | Trisnonni                              |  |
|                                      |                       |                                      |                                          |  |  |       |  |  | Carlo Emanuele di Savoia-Carignano |  |  | Vittorio Amedeo II di Savoia-Carignano |  |
|                                      |                       |                                      |                                          |  |  |       |  |  | Carlo Emanuele di Savoia-Carignano |  |  | Vittorio Amedeo II di Savoia-Carignano |  |
|                                      |                       | Giuseppina Teresa di Lorena-Armagnac |                                          |  |  |       |  |  | Carlo Emanuele di Savoia-Carignano |  |  |                                        |  |
| Carlo Alberto di Savoia              |                       |                                      |                                          |  |  |       |  |  | Carlo Emanuele di Savoia-Carignano |  |  |                                        |  |
|                                      |                       | Maria Cristina di Sassonia-Curlandia | Carlo di Sassonia-Curlandia              |  |  |       |  |  |                                    |  |  |                                        |  |
|                                      |                       | Maria Cristina di Sassonia-Curlandia | Carlo di Sassonia-Curlandia              |  |  |       |  |  |                                    |  |  |                                        |  |
|                                      |                       | Maria Cristina di Sassonia-Curlandia | Francesca Korwin-Krasińska               |  |  |       |  |  |                                    |  |  |                                        |  |
| Vittorio Emanuele II di Savoia       |                       | Maria Cristina di Sassonia-Curlandia |                                          |  |  |       |  |  |                                    |  |  |                                        |  |
|                                      |                       | Ferdinando III di Toscana            | Leopoldo II d'Austria                    |  |  |       |  |  |                                    |  |  |                                        |  |
|                                      |                       | Ferdinando III di Toscana            | Leopoldo II d'Austria                    |  |  |       |  |  |                                    |  |  |                                        |  |
|                                      |                       | Ferdinando III di Toscana            | Maria Luisa di Spagna                    |  |  |       |  |  |                                    |  |  |                                        |  |
| Maria Teresa di Toscana              |                       | Ferdinando III di Toscana            |                                          |  |  |       |  |  |                                    |  |  |                                        |  |
|                                      |                       | Luisa Maria di Napoli e Sicilia      | Ferdinando IV di Napoli e III di Sicilia |  |  |       |  |  |                                    |  |  |                                        |  |
|                                      |                       | Luisa Maria di Napoli e Sicilia      | Ferdinando IV di Napoli e III di Sicilia |  |  |       |  |  |                                    |  |  |                                        |  |
|                                      |                       | Luisa Maria di Napoli e Sicilia      | Maria Carolina d'Austria                 |  |  |       |  |  |                                    |  |  |                                        |  |
| Umberto I di Savoia                  |                       | Luisa Maria di Napoli e Sicilia      |                                          |  |  |       |  |  |                                    |  |  |                                        |  |
|                                      | Leopoldo II d'Austria | Francesco I di Lorena                |                                          |  |  |       |  |  |                                    |  |  |                                        |  |
|                                      | Leopoldo II d'Austria | Francesco I di Lorena                |                                          |  |  |       |  |  |                                    |  |  |                                        |  |
|                                      | Leopoldo II d'Austria | Maria Teresa d'Austria               |                                          |  |  |       |  |  |                                    |  |  |                                        |  |
| Ranieri Giuseppe d'Asburgo-Lorena    | Leopoldo II d'Austria |                                      |                                          |  |  |       |  |  |                                    |  |  |                                        |  |
|                                      |                       | Maria Luisa di Spagna                | Carlo III di Spagna                      |  |  |       |  |  |                                    |  |  |                                        |  |
|                                      |                       | Maria Luisa di Spagna                | Carlo III di Spagna                      |  |  |       |  |  |                                    |  |  |                                        |  |
|                                      |                       | Maria Luisa di Spagna                | Maria Amalia di Sassonia                 |  |  |       |  |  |                                    |  |  |                                        |  |
| Maria Adelaide d'Austria             |                       | Maria Luisa di Spagna                |                                          |  |  |       |  |  |                                    |  |  |                                        |  |
|                                      |                       | Carlo Emanuele di Savoia-Carignano   | Vittorio Amedeo II di Savoia-Carignano   |  |  |       |  |  |                                    |  |  |                                        |  |
|                                      |                       | Carlo Emanuele di Savoia-Carignano   | Vittorio Amedeo II di Savoia-Carignano   |  |  |       |  |  |                                    |  |  |                                        |  |
|                                      |                       | Carlo Emanuele di Savoia-Carignano   | Giuseppina Teresa di Lorena-Armagnac     |  |  |       |  |  |                                    |  |  |                                        |  |
| Maria Elisabetta di Savoia-Carignano |                       | Carlo Emanuele di Savoia-Carignano   |                                          |  |  |       |  |  |                                    |  |  |                                        |  |
|                                      |                       | Maria Cristina di Sassonia-Curlandia | Carlo di Sassonia-Curlandia              |  |  |       |  |  |                                    |  |  |                                        |  |
|                                      |                       | Maria Cristina di Sassonia-Curlandia | Carlo di Sassonia-Curlandia              |  |  |       |  |  |                                    |  |  |                                        |  |
|                                      |                       | Maria Cristina di Sassonia-Curlandia | Francesca Korwin-Krasińska               |  |  |       |  |  |                                    |  |  |                                        |  |
|                                      |                       | Maria Cristina di Sassonia-Curlandia |                                          |  |  |       |  |  |                                    |  |  |                                        |  |

### Ascendenza patrilineare
1. Umberto I, conte di Savoia, circa 980-1047
2. Oddone, conte di Savoia, 1023-1057
3. Amedeo II, conte di Savoia, 1046-1080
4. Umberto II, conte di Savoia, 1065-1103
5. Amedeo III, conte di Savoia, 1087-1148
6. Umberto III, conte di Savoia, 1136-1189
7. Tommaso I, conte di Savoia, 1177-1233
8. Tommaso II, conte di Savoia, 1199-1259
9. Amedeo V, conte di Savoia, 1249-1323
10. Aimone, conte di Savoia, 1291-1343
11. Amedeo VI, conte di Savoia, 1334-1383
12. Amedeo VII, conte di Savoia, 1360-1391
13. Amedeo VIII (Antipapa Felice V), duca di Savoia, 1383-1451
14. Ludovico, duca di Savoia, 1413-1465
15. Filippo II, duca di Savoia, 1443-1497
16. Carlo II, duca di Savoia, 1486-1553
17. Emanuele Filiberto, duca di Savoia, 1528-1580
18. Carlo Emanuele I, duca di Savoia, 1562-1630
19. Tommaso Francesco, principe di Carignano, 1596-1656
20. Emanuele Filiberto, principe di Carignano, 1628-1709
21. Vittorio Amedeo I, principe di Carignano, 1690-1741
22. Luigi Vittorio, principe di Carignano, 1721-1778
23. Vittorio Amedeo II, principe di Carignano, 1743-1780
24. Carlo Emanuele, principe di Carignano, 1770-1800
25. Carlo Alberto, re di Sardegna, 1798-1849
26. Vittorio Emanuele II, re d'Italia, 1820-1878
27. Umberto I, re d'Italia, 1844-1900

## Titoli

Stendardo del Re d'Italia

Sua Maestà Umberto I, per grazia di Dio e per volontà della Nazione:
- Re d'Italia
- Re di Sardegna
- Re di Cipro, di Gerusalemme e di Armenia
- Duca di Savoia
- Principe di Carignano
- Principe di Piemonte
- Principe di Oneglia
- Principe di Poirino
- Principe di Trino
- Principe e vicario perpetuo del Sacro Romano Impero
- Principe di Carmagnola
- Principe di Montmélian con Arbin e Francin
- Principe balì del ducato di Aosta
- Principe di Chieri
- Principe di Dronero
- Principe di Crescentino
- Principe di Riva di Chieri e Banna
- Principe di Busca
- Principe di Bene, principe di Bra
- Duca di Genova
- Duca di Monferrato
- Duca d'Aosta
- Duca del Chiablese
- Duca del Genevese
- Duca di Brescia
- Duca di Piacenza
- Duca di Carignano Ivoy
- Marchese di Ivrea
- Marchese di Saluzzo
- Marchese di Susa, marchese di Ceva
- Marchese del Maro
- Marchese di Oristano
- Marchese di Cesana
- Marchese di Savona
- Marchese di Tarantasia
- Marchese di Borgomanero e Cureggio
- Marchese di Caselle
- Marchese di Rivoli
- Marchese di Pianezza
- Marchese di Govone
- Marchese di Salussola
- Marchese di Racconigi, con Tegerone, Migliabruna e Motturone
- Marchese di Cavallermaggiore
- Marchese di Marene
- Marchese di Modane e di Lanslebourg
- Marchese di Livorno Ferraris
- Marchese di Santhià
- Marchese di Agliè
- Marchese di Barge
- Marchese di Centallo e Demonte
- Marchese di Desana
- Marchese di Ghemme
- Marchese di Vigone
- Marchese di Villafranca
- Conte di Moriana,
- Conte di Ginevra
- Conte di Nizza, conte di Tenda
- Conte di Romont, conte di Asti
- Conte di Alessandria
- Conte del Goceano
- Conte di Novara
- Conte di Tortona
- Conte di Bobbio
- Conte di Soissons
- Conte dell'Impero Francese
- Conte di Sant'Antioco
- Conte di Pollenzo
- Conte di Roccabruna
- Conte di Tricerro
- Conte di Bairo
- Conte di Ozegna
- Conte delle Apertole
- Barone di Vaud e del Faucigny
- Alto signore di Monaco e di Mentone
- Signore di Vercelli
- Signore di Pinerolo
- Signore della Lomellina e Valle Sesia
- Nobil homo patrizio Veneto
- Patrizio di Ferrara
- Custode della Sacra Sindone.

### Onorificenze straniere

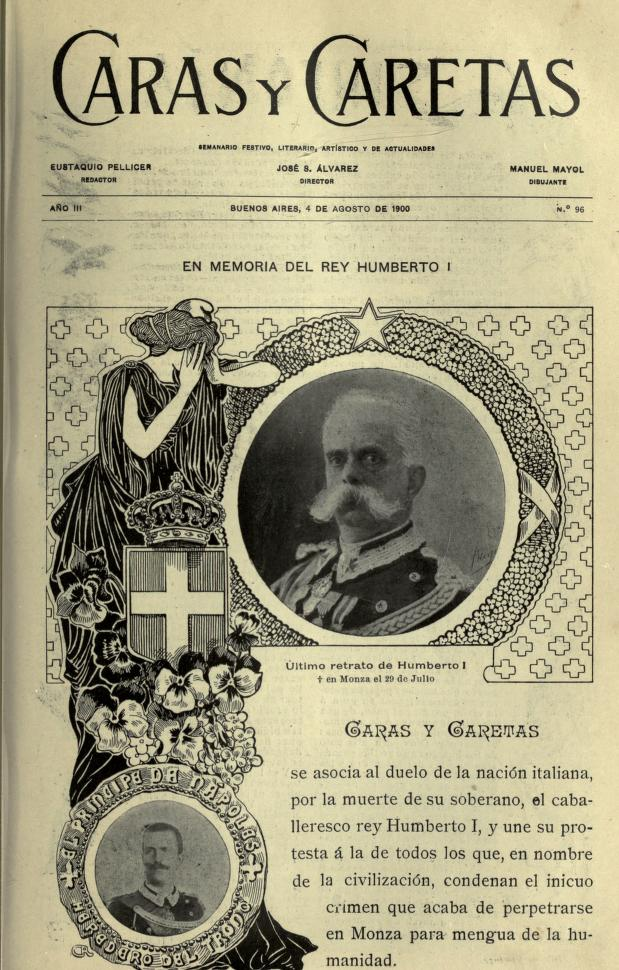
Copertina della rivista argentina Caras y Caretas in memoria di Umberto I (agosto 1900)

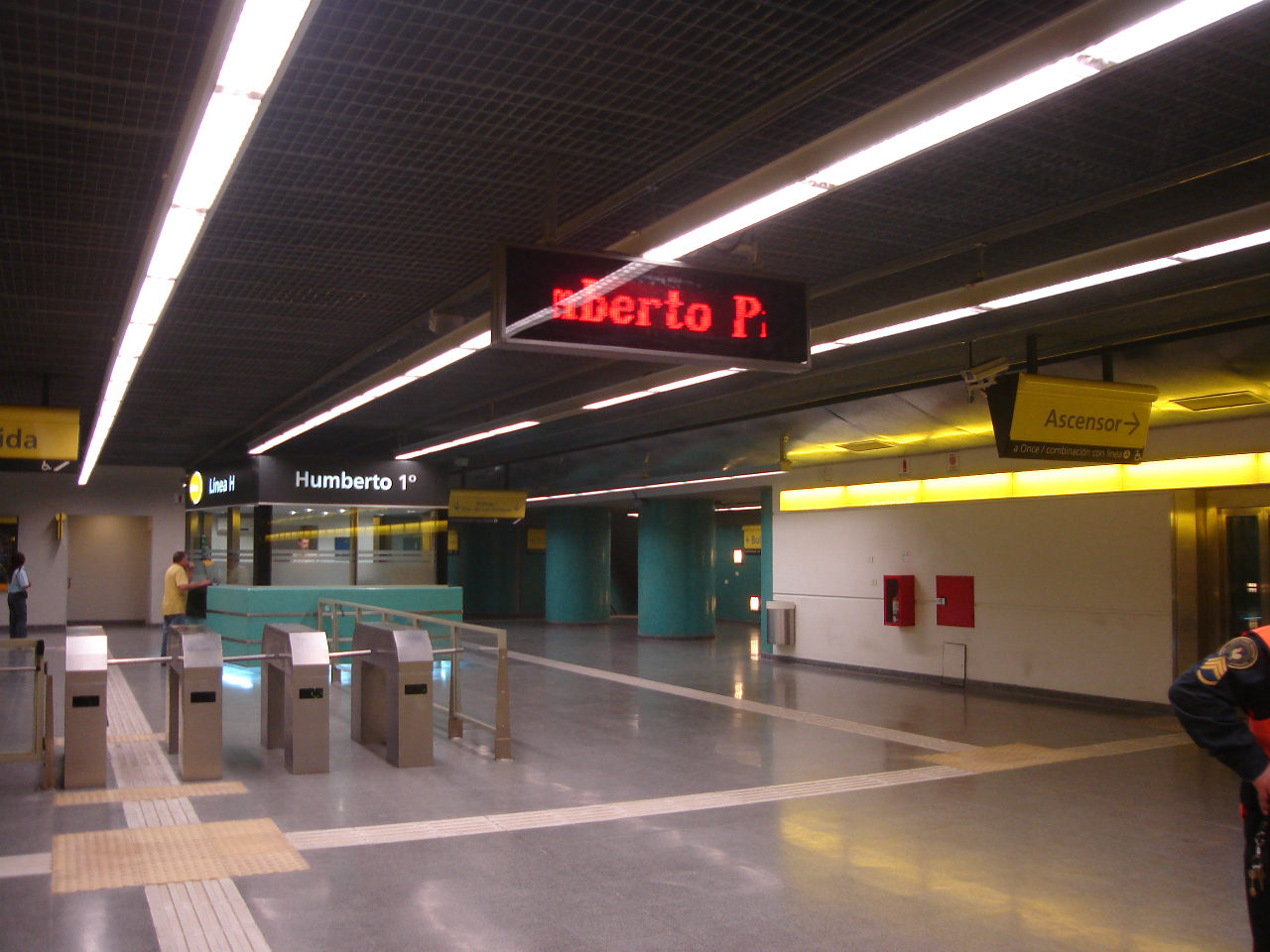
Stazione Humberto I della linea H della metropolitana di Buenos Aires, in Argentina, così denominata per via della calle Humberto I che onora il re Umberto I di Savoia

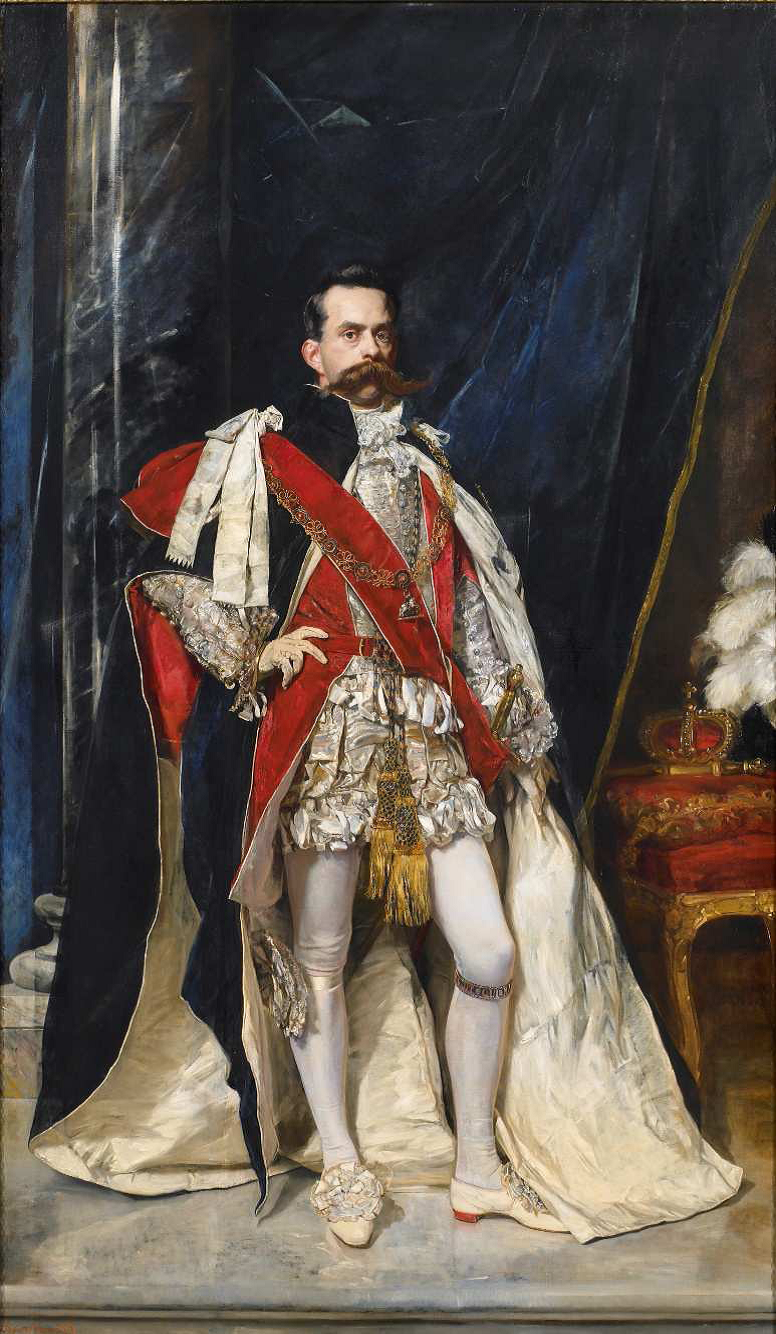
Umberto I di Savoia nelle vesti di Cavaliere dell'Ordine della Giarrettiera

## Monumenti a Umberto I

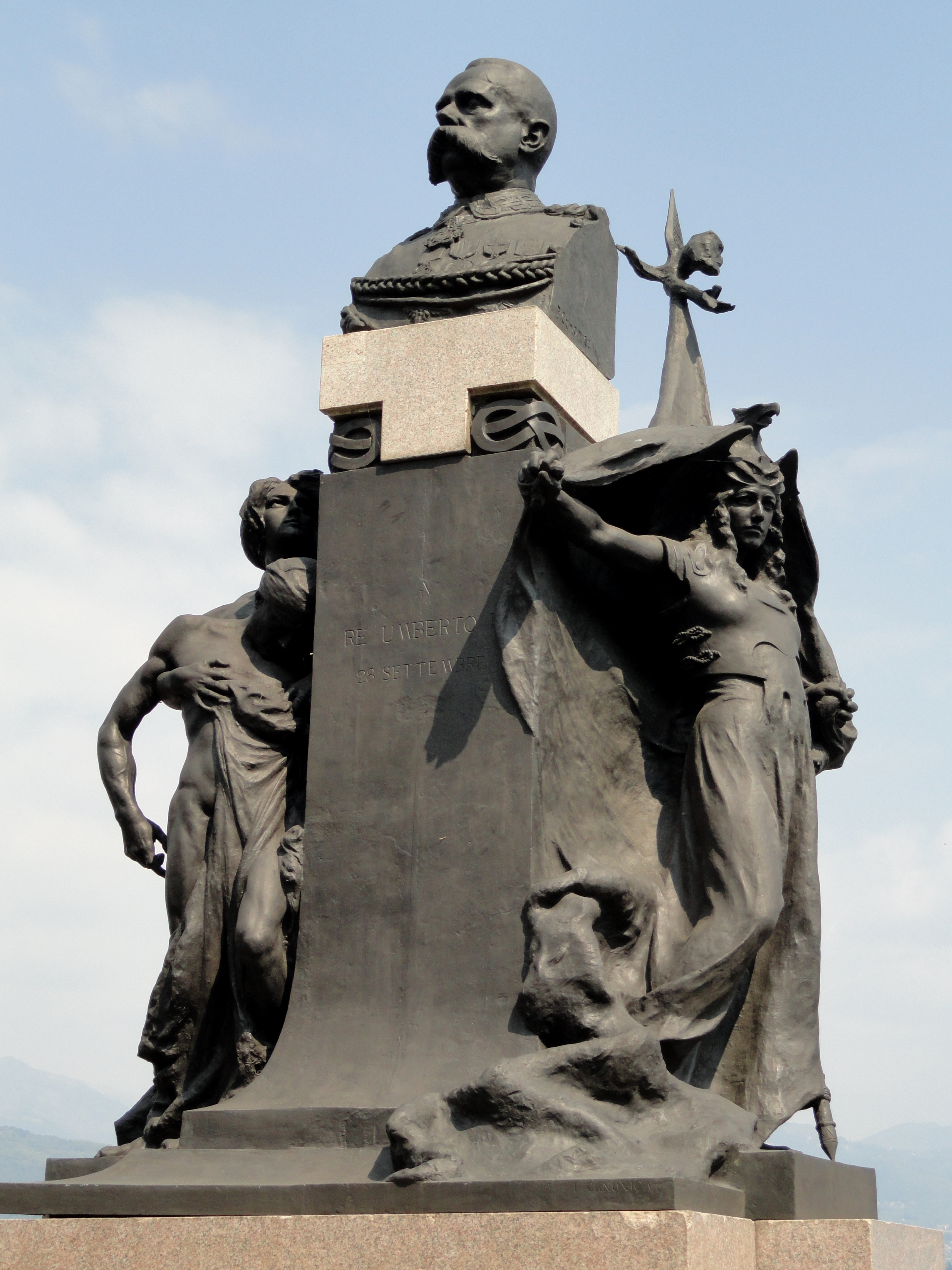
Stresa (Piemonte)
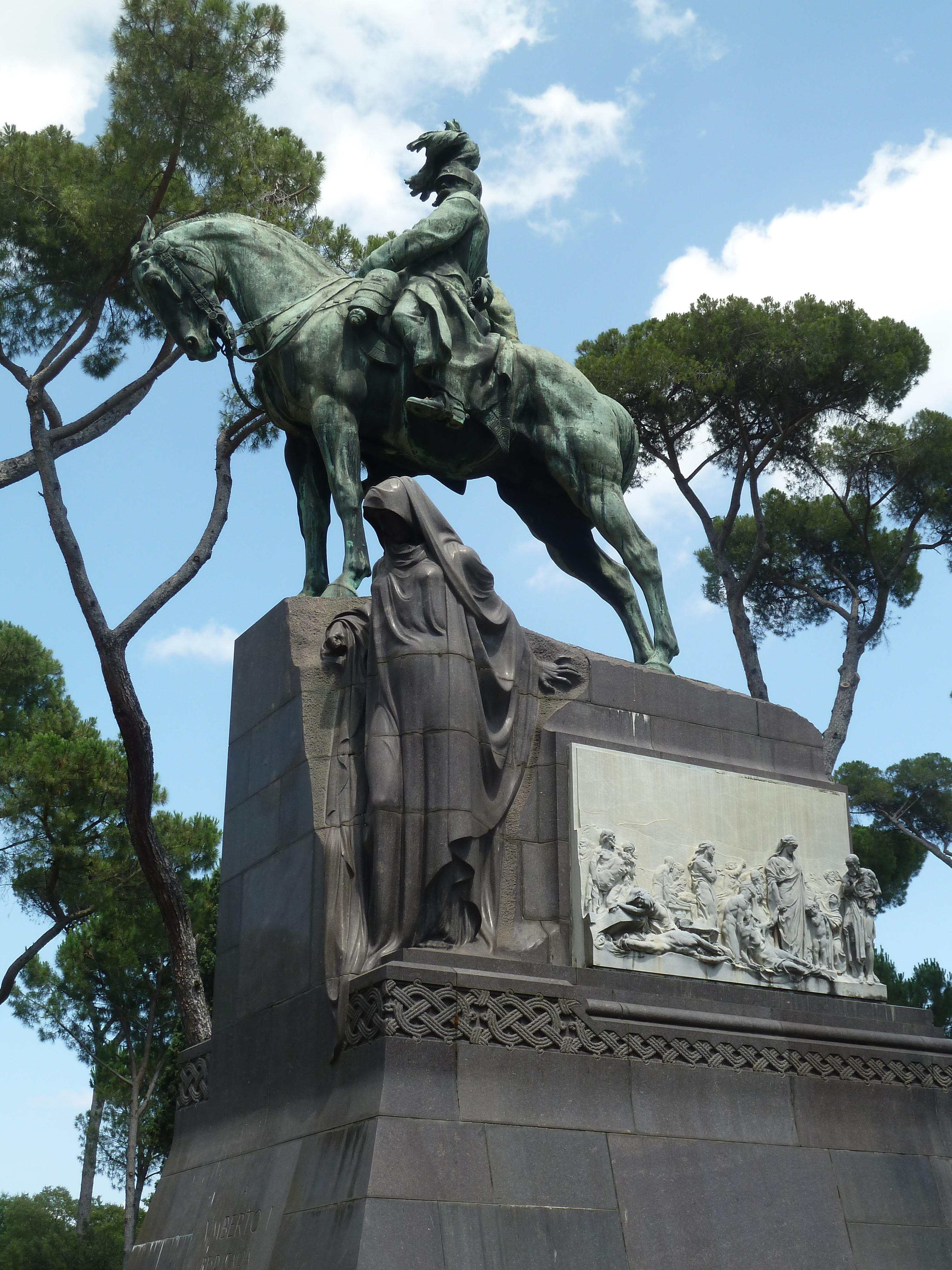
Roma (Lazio)
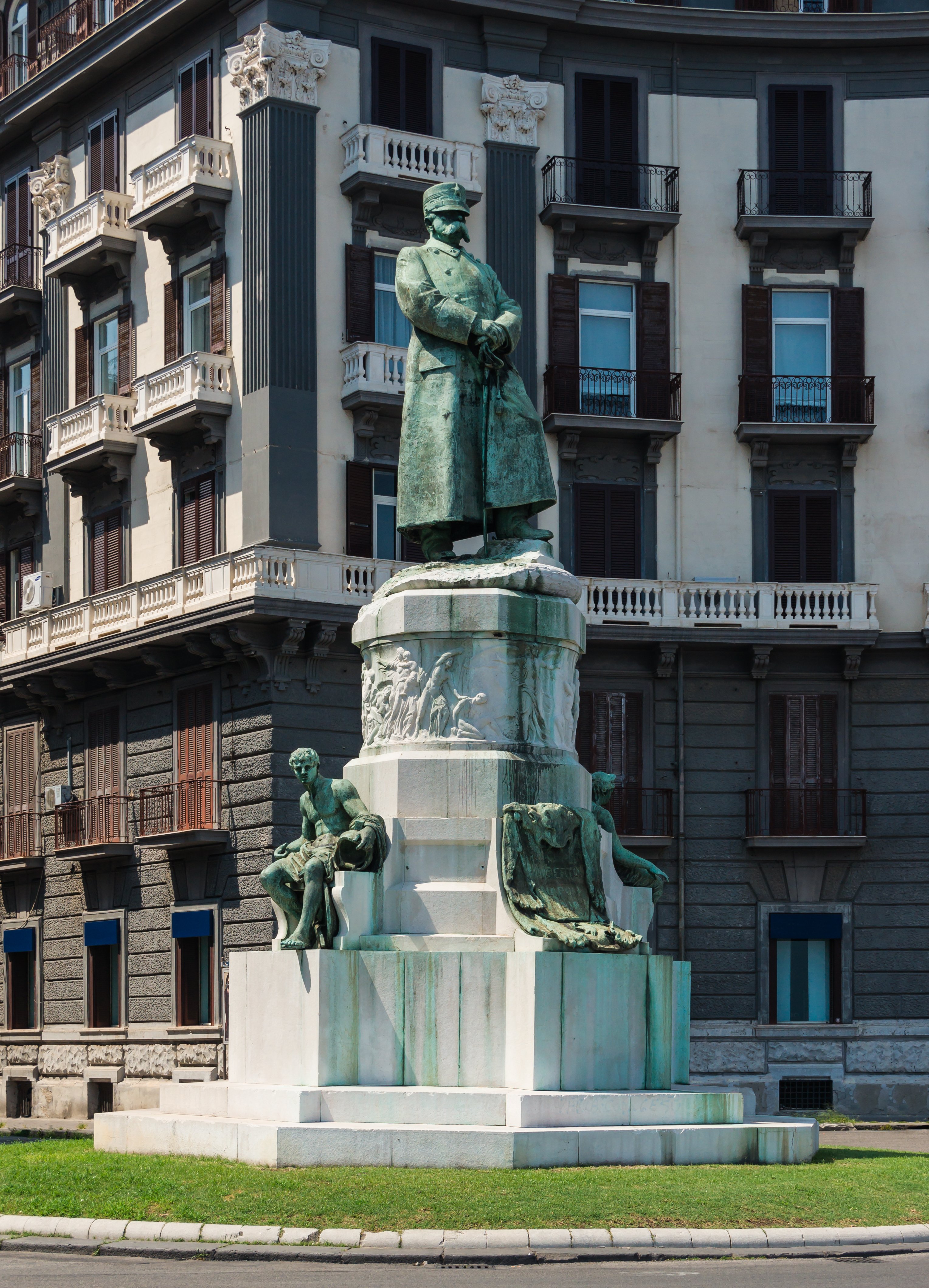
Napoli (Campania)
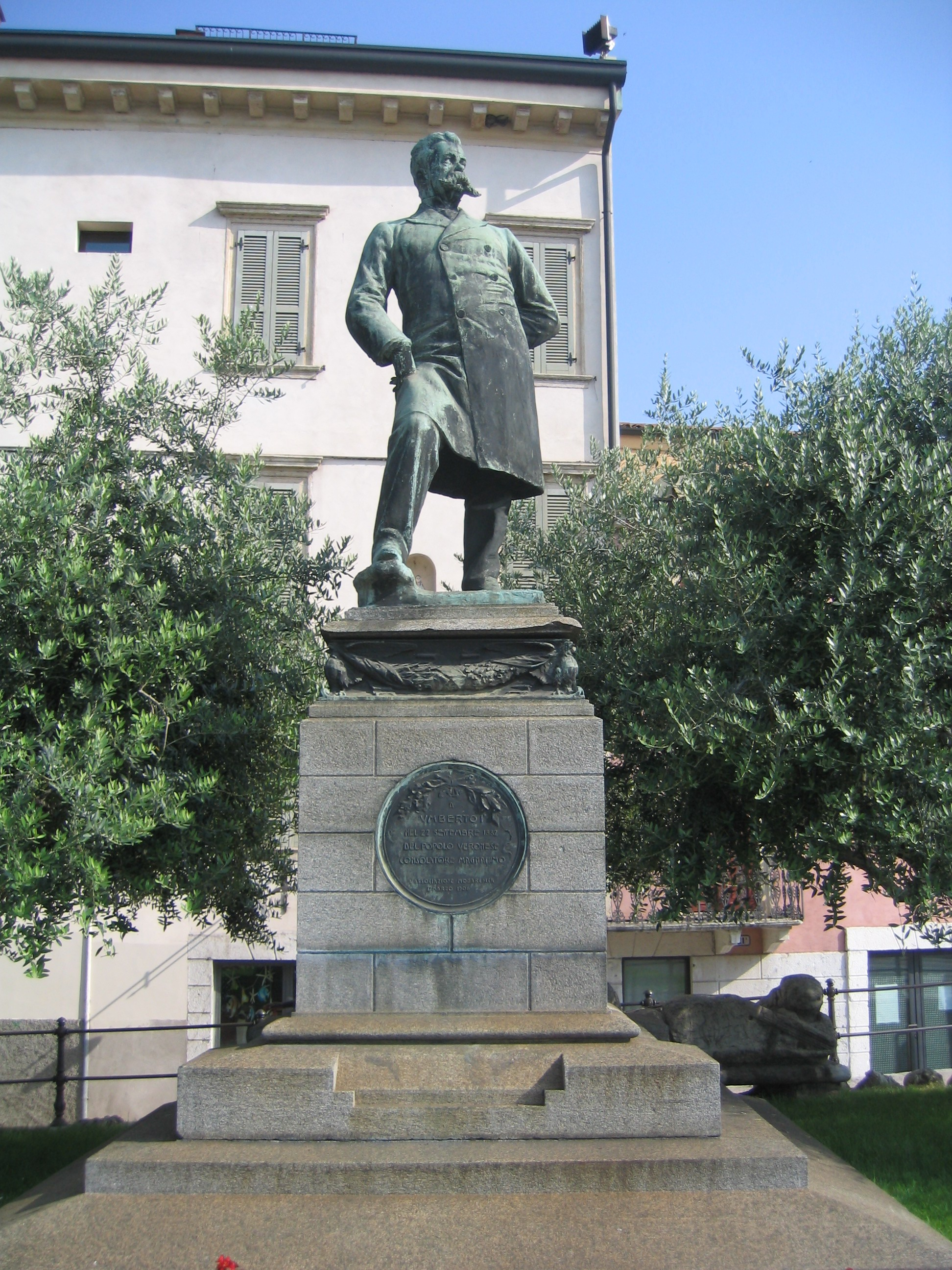
Verona (Veneto)
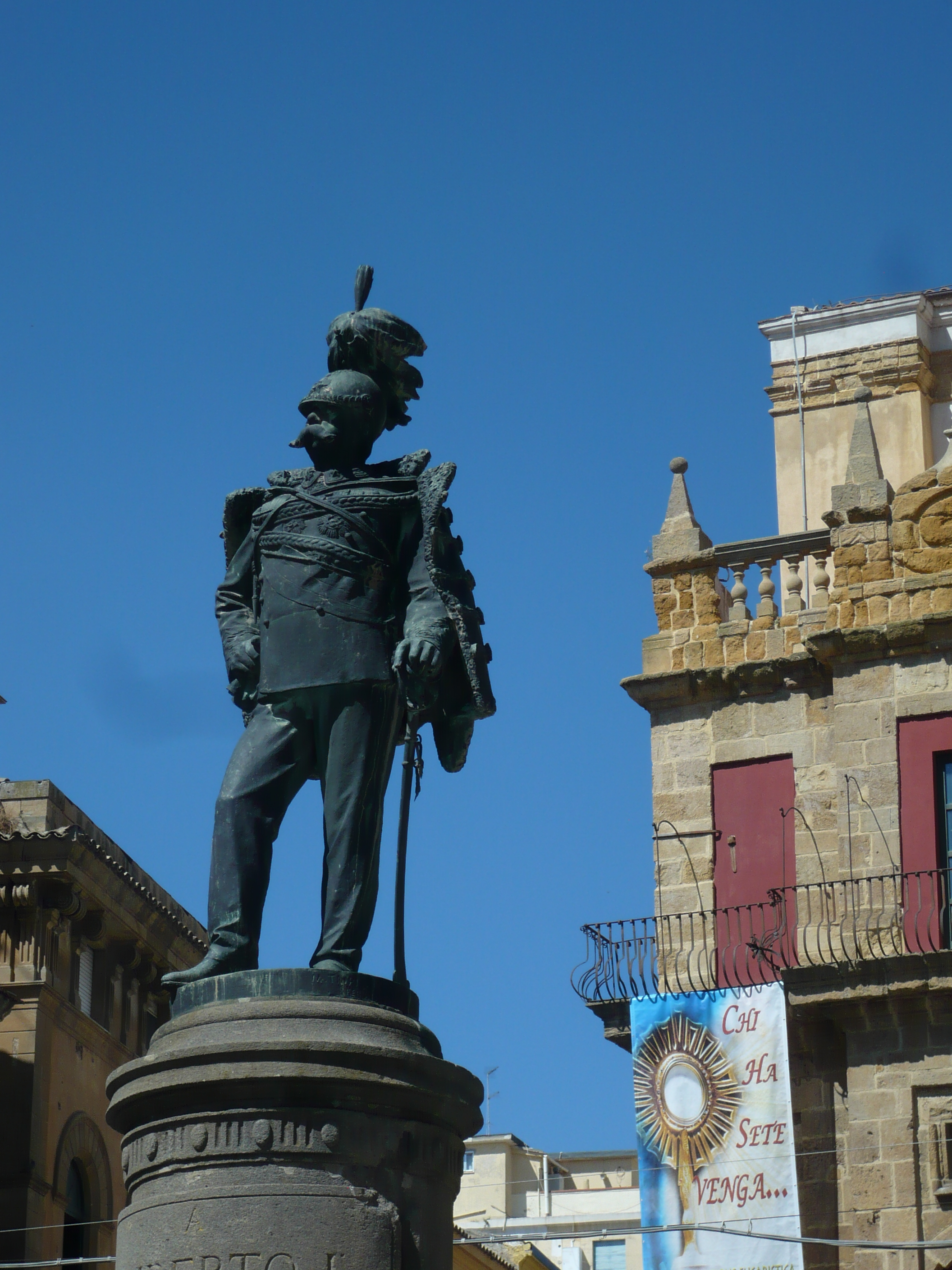
Caltanissetta (Sicilia)